# Elbląg
Elbląg (łac. Elbinga, Elbingum, Elbingus, niem. Elbing, prus. Elbings, kaszub. Jelbiąg, Elbiąg) – miasto na prawach powiatu w województwie warmińsko-mazurskim, w północnej Polsce. Siedziba władz powiatu elbląskiego i gminy wiejskiej Elbląg, ale miasto nie wchodzi w ich skład, stanowiąc odrębną jednostkę samorządu terytorialnego. Od 1992 stolica diecezji elbląskiej.
Najstarsze miasto w województwie, jedno z najstarszych w Polsce (rok założenia 1237, prawa miejskie 1246). Miasto posiadało prawo do czynnego uczestnictwa w akcie wyboru króla. Obywatelstwo Elbląga dawało przywilej do posiadania ziemi.
Według danych GUS z 31 grudnia 2024 r. Elbląg ma 112 052 mieszkańców, będąc pod względem liczby ludności drugim (po Olsztynie) miastem w województwie warmińsko-mazurskim, a także 31. w Polsce.

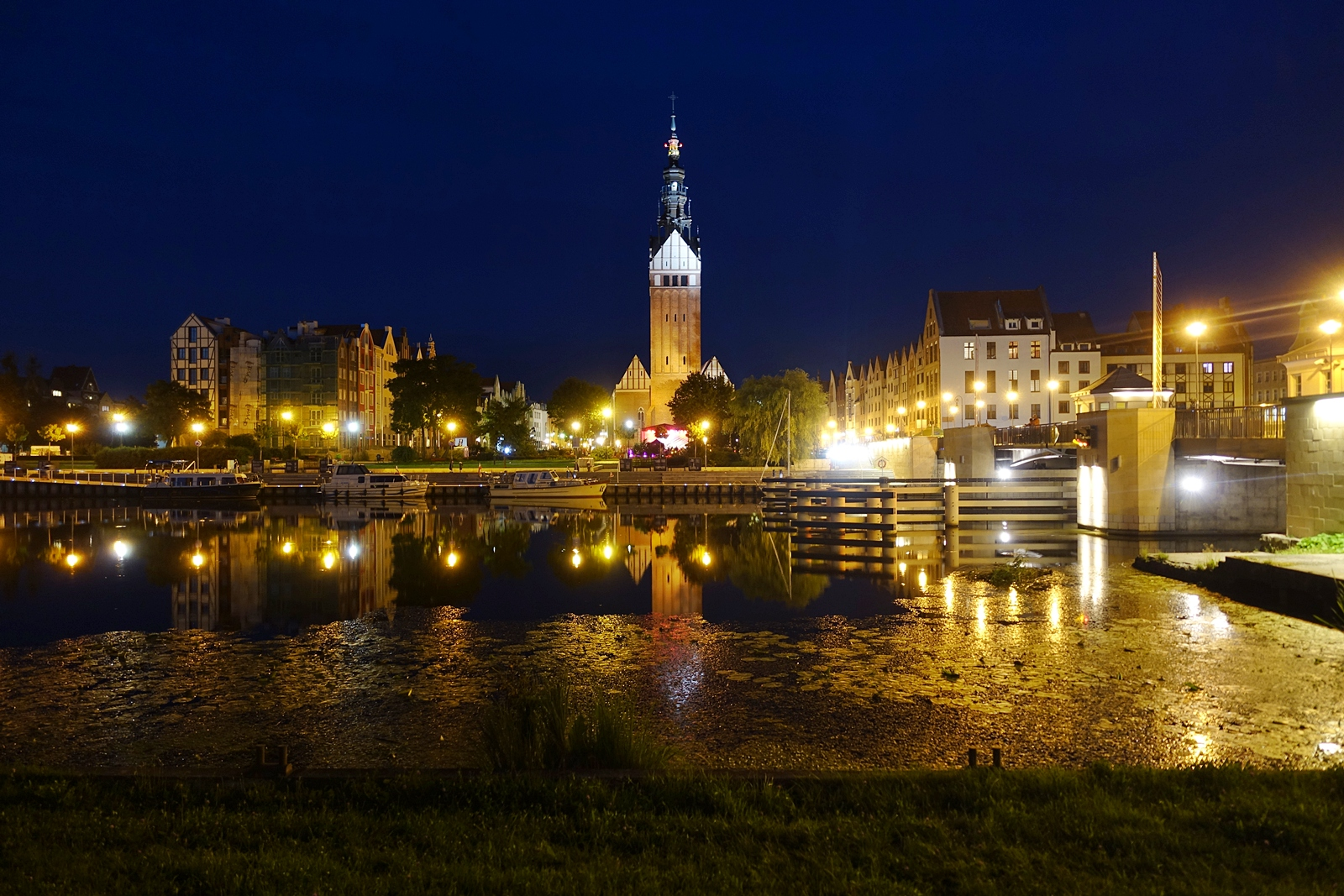
Nocny widok Starego Miasta z Wyspy Spichrzów

Elbląg to ośrodek przemysłu ciężkiego (Spółka Zamech Marine zajmująca się produkcją śrub napędowych do statków oraz General Electric z Zakładem Metalurgicznym i Zakładem Turbin), przemysłu spożywczego (browar wchodzący w skład Grupy Żywiec), przemysłu meblarskiego, również turystycznego (Kanał Elbląski z pochylniami). Rozwój miasta przypadał m.in. na okres od 1 czerwca 1975 do 31 grudnia 1998, kiedy Elbląg był stolicą województwa. Miał wtedy miejsce znaczny napływ ludności do miasta.
Przez obwodnicę Elbląga przebiegają dwie drogi krajowe: S7 łącząca Elbląg z Gdańskiem, Warszawą i Krakowem oraz S22 będąca najkrótszą drogą łączącą zachód i wschód Europy. Od Elbląga na wschód obie drogi mają status drogi ekspresowej.
Jest jednym z lepiej spenetrowanych archeologicznie polskich miast, dzięki czemu elbląskie muzeum posiada unikatowe eksponaty (np. średniowieczną windę).

## Położenie
Elbląg to najniżej położone miasto w Polsce. Leży u ujścia rzeki Elbląg do Zalewu Wiślanego.
Według regionalizacji fizycznogeograficznej Polski miasto położone jest na pograniczu Żuław Wiślanych i Wysoczyzny Elbląskiej, stanowiących część Pobrzeża Gdańskiego.
Pod względem historycznym Elbląg leży w historycznych Prusach, na ziemi malborskiej, w jej północno-wschodniej części obejmującej północną Pogezanię. Etnograficznie stanowi także część Powiśla.

## Nazwa
Nazwa Elbląg pochodzi od rzeki Elbląg, zapisanej w 890 roku przez podróżnika Wulfstana jako Ilfing. Miasto przejęło nazwę (Elbing) od rzeki w 1237 roku.
Istnieje wersja (na przykład według Hofmanna) o połączeniu nazwy Elbing z plemieniem Helwekonów (należeli do związku Lugiów). Nazwa polska Elbląg jest możliwa w dwóch częściach: Elb od Helwekonów i ląg od Lugiów.
Spis geograficzno-topograficzny miejscowości leżących w Prusach z 1835 roku, którego autorem jest J.E. Muller notuje nazwy miejscowości we fragmencie: „Elbing (Elbinga, poln. Elbiag, auch Elblag)”.

## Historia

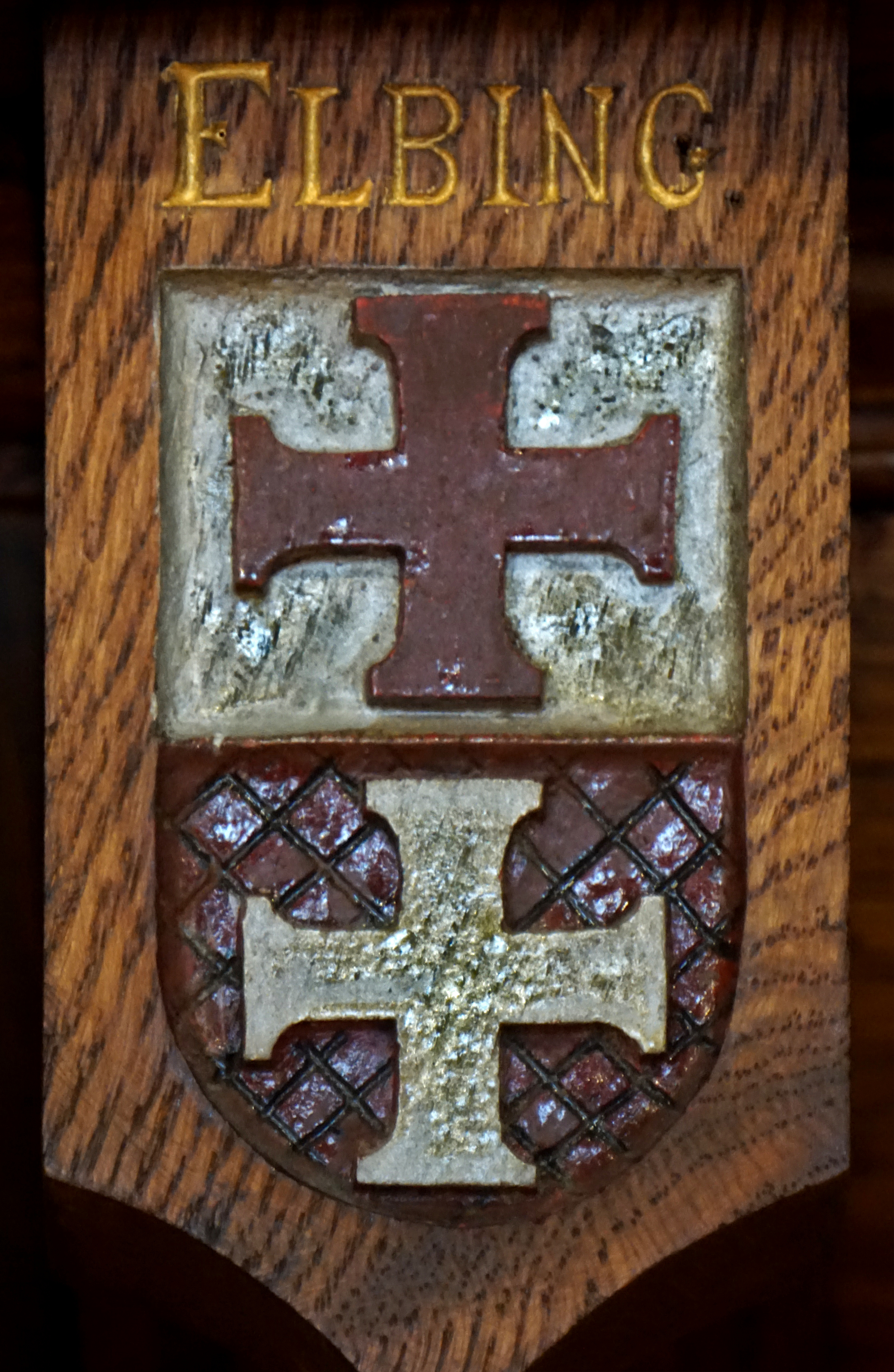
Herb Elbląga w sali plenarnej staromiejskiego ratusza w Gdańsku

### Średniowiecze
Niedaleko miejsca, w którym do IX wieku znajdowała się pruska osada handlowa Truso, wiosną 1237 roku Krzyżacy pod dowództwem Hermanna von Balka wybudowali na wyspie u ujścia rzeki Elbląg niewielki drewniano-ziemny gródek. Na dzień 13 stycznia 1238 datowany jest dokument potwierdzający uposażenie klasztoru dominikanów i przybycie zakonników do Elbląga. Po tym, gdy fortyfikacja ta została prawdopodobnie zniszczona przez plemiona pruskich Pogezanów, Krzyżacy po roku 1240 przenieśli się w miejsce dzisiejszego Starego Miasta, w którym w miejscu dzisiejszego Podzamcza istniała już osada zasiedlona od połowy X wieku. Do osady, której nazwa wywodziła się od pruskiej nazwy rzeki Ilfing, Krzyżacy sprowadzili kolonistów niemieckich i stąd prowadzili ekspansję militarną w kierunku ziem zamieszkanych przez Prusów. W tym samym roku uruchomili trzecią w państwie krzyżackim mennicę. W 1242 roku Elbląg był jednym z nielicznych miejsc, które oparły się atakom Prusów w trakcie I powstania pruskiego i najazdowi księcia gdańskiego Świętopełka II, co oznacza, że już wtedy miejsce to musiało być ufortyfikowane. Osada ta już pod panowaniem zakonu krzyżackiego, bardzo szybko, bo już w 1246 roku, uzyskała przywilej miejski na ograniczonym na rzecz Krzyżaków prawie lubeckim, a także znacznie większe przywileje niż sąsiednie miasta lokowane na prawie chełmińskim. Miasto otrzymało też ogromne dobra ziemskie przekraczające 200 km2. Podobnie jak w innych miastach nadbałtyckich ulice wytyczono prostopadle do rzeki, a przecinająca je w poprzek ulica stanowiła rynek. Pod dokumentem z 15 lutego 1242 użyto po raz pierwszy pieczęci miejskiej z wizerunkiem kogi. W latach 1245–1248 rozpoczęto budowę murowanego zamku, który w 1251 roku został siedzibą mistrza krajowego – dzięki temu przez pierwsze 70 lat Elbląg był najważniejszym ośrodkiem życia miejskiego, jedynym portem morskim oraz podstawową bazą militarną organizującego się państwa krzyżackiego. W 1246 roku po raz pierwszy pojawiła się wzmianka o komturze elbląskim o imieniu Aleksander. 18 stycznia 1255 zatrzymał się w Elblągu wracający z Sambii czeski król Przemysł Ottokar II.

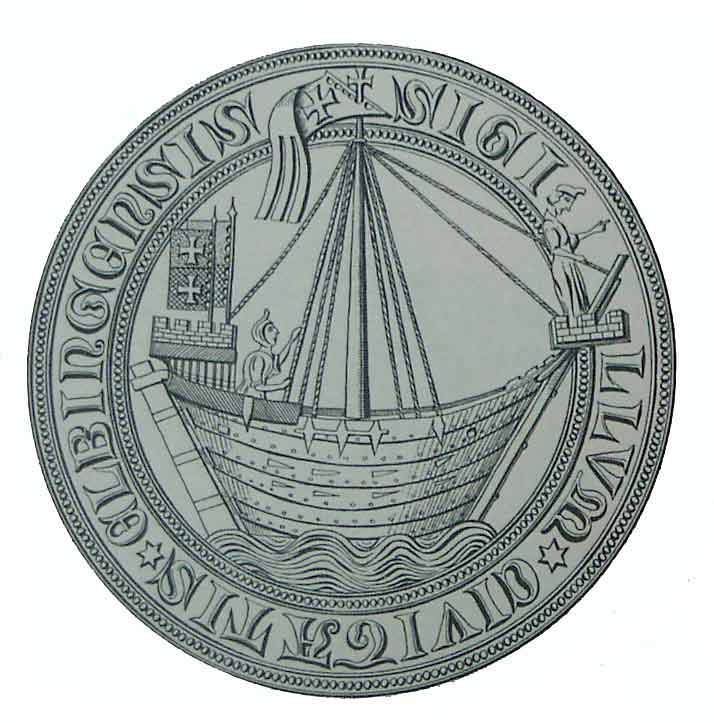
Pieczęć Elbląga od 1350 r.

Zamek krzyżacki, zbudowany na południe od miasta w okolicach ujścia rzeki Kumieli do rzeki Elbląg, był uważany za najpotężniejszy i najpiękniejszy zamek zakonny po zamku w Malborku. Do czasu wybudowania tego ostatniego, pełnił do 1309 roku rolę centrum administracyjnego państwa krzyżackiego i był miejscem spotkań kapituły pruskiej.

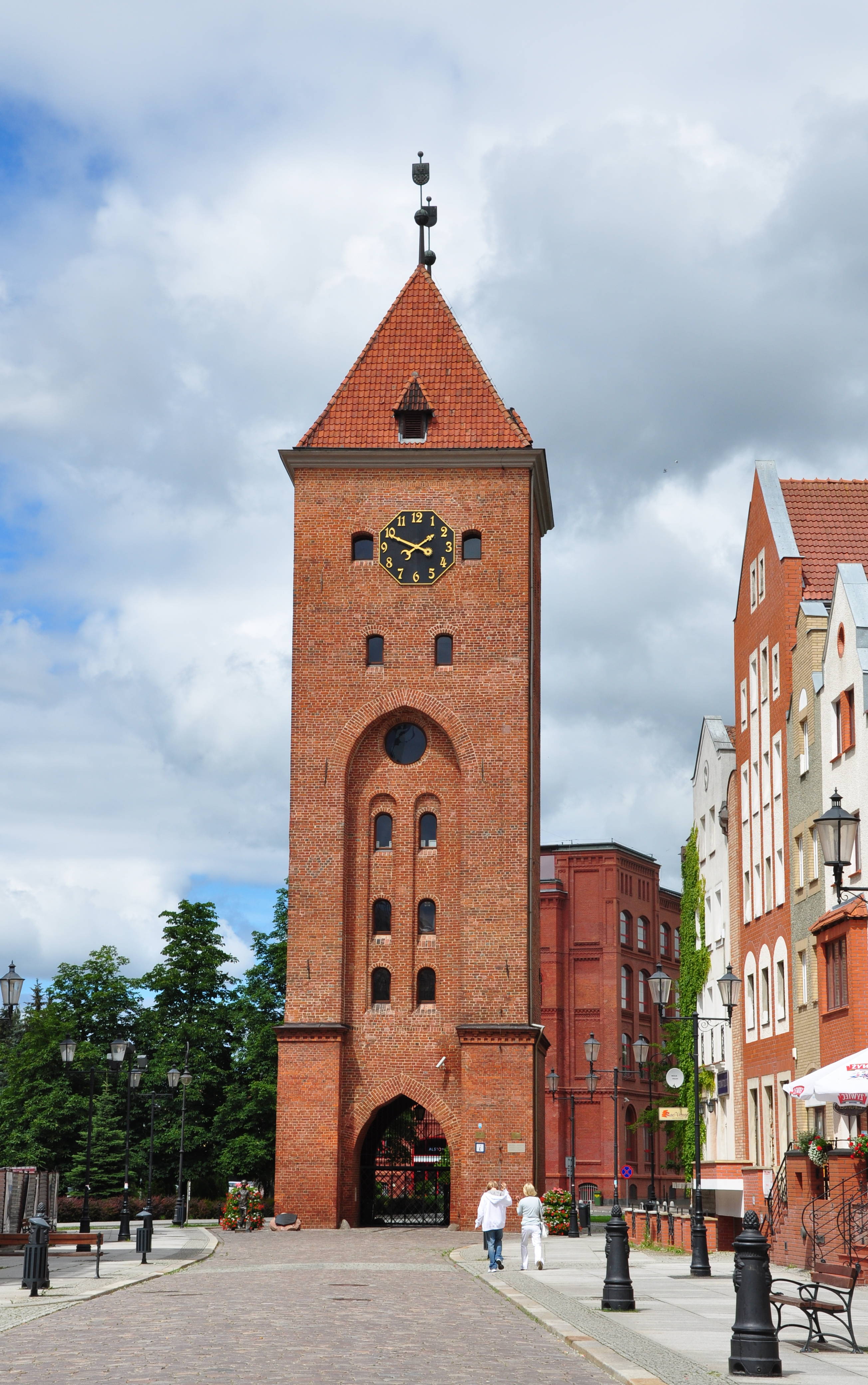
Brama Targowa

Elbląg oparł się plemionom Prusów podczas II powstania pruskiego w latach 1260–1274. Po założeniu i rozbudowie Malborka oraz przeniesieniu z Wenecji na malborski zamek w 1309 r. siedziby wielkiego mistrza zamek elbląski stał się w 1312 roku siedzibą wielkiego szpitalnika zakonu i jednocześnie komtura elbląskiego. Źródłem zamożności miasta było nadanie mu przez Krzyżaków znacznych posiadłości na Żuławach i Wzniesieniu Elbląskim. W 1319 zakończono budowę Bramy Targowej.
Podstawą rozwoju miasta był handel morski, który powodował napływ nie tylko towarów, ale i osadników z różnych krajów. W Elblągu osiedlali się Meklemburczycy i Lubeczanie, Holendrzy, licznie przybywali Westfalczycy, mniej licznie Ostfalczycy (upraszczając: Sasi), oprócz tego Anglicy, Francuzi i Szkoci.
Miasto uczestniczyło w życiu Hanzy, z którą luźno było związane od 1295, a od 1356 oficjalnie. Kupcy elbląscy zasiadali w mieście kantorowym Brugii i decydowali o przyjmowaniu do związku kolejnych miast.
Od połowy XIV wieku Elbląg zaczął stopniowo tracić na znaczeniu w stosunku do innych pruskich miast portowych. Wpłynęło na to wiele czynników. Po podboju Prusów Elbląg przestał być wojenną bazą wypadową na wschód, a po 1309 roku, gdy nastąpiło zagarnięcie przez Krzyżaków Pomorza Gdańskiego oraz w tym samym roku ustanowienie stolicy państwa w Malborku, Elbląg stracił charakter głównego ośrodka politycznego i gospodarczego państwa na rzecz Malborka i Gdańska. Skierowanie głównego ujścia Wisły ku Gdańskowi utrudniło żeglugę do Elbląga, a rozwój korzystniej położonego Gdańska zaczął przyciągać do niego większość statków z północy i zachodu Europy. Silnym ciosem dla miasta było założenie przez Krzyżaków konkurencyjnego Nowego Miasta Elbląg w 1337 r. i nadanie mu przywileju lokacyjnego w dziesięć lat później.
Od końca XIV wieku Elbląg stopniowo tracił znaczenie na rzecz Gdańska, który później zmonopolizował handel polskim zbożem. Do osłabienia pozycji miasta przyczyniła się także przyroda. Przejścia morskie przez Mierzeję Wiślaną stopniowo się zamulały, co uniemożliwiało coraz większym statkom wpłynięcie do portu. Jednak regres nie był tak znaczny, jak się dotychczas sądziło. Dowodem są licznie zgromadzone obiekty archeologiczne, świadczące o względnym dobrobycie miasta w epoce nowożytnej.

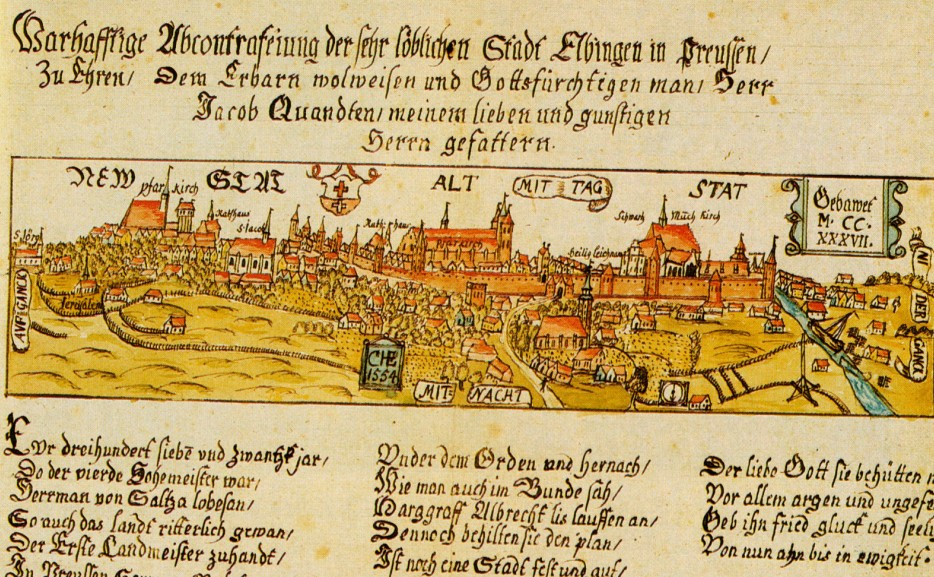
Panorama Elbląga, 1554 r.

Po klęsce Krzyżaków z wojskami polsko-litewskimi pod Grunwaldem w 1410 r., w której Elbląg stał po stronie Krzyżaków, mieszczanie elbląscy zdobyli i wypędzili załogę wraz z wielkim szpitalnikiem i tutejszym komturem. Elblążanie 22 lipca 1410 złożyli hołd polskiemu królowi Władysławowi Jagielle. Jednak we wrześniu 1410 zamek ponownie wrócił we władanie Krzyżaków. W 1440 roku to właśnie w Elblągu powstał Związek Pruski. 12 lutego 1454 r., w początkowym okresie wojny trzynastoletniej, elbląscy mieszczanie zdobyli po 5-dniowym oblężeniu zamek krzyżacki, a następnie, w obawie przed ponownym powrotem Krzyżaków, zniszczyli go. W tym samym roku elblążanie na opanowanym zamku krzyżackim złożyli hołd królowi Kazimierzowi IV Jagiellończykowi. W 1454 Elbląg otrzymał od króla Kazimierza Jagiellończyka wielki przywilej potwierdzający stare prawa, rozszerzający władze samorządu polskiego, zwiększający kompetencje Sądu Miejskiego i powiększający terytorium miasta niemal dwukrotnie. Miasto ponadto przejęło dotychczasowe prawa rybackie komturów, ich młyny i inne dobra. W zamian za to Elbląg czynnie uczestniczył w rozgromieniu floty Zakonu w bitwie na Zalewie Wiślanym (1463). Według postanowień pokoju toruńskiego kończącego wojnę trzynastoletnią w 1466 potwierdzono przynależność Elbląga do Polski, do której należał przez ponad 300 lat, aż do roku 1772. W 1483 zakończono budowę Kanału Jagiellońskiego, dzięki któremu Elbląg odzyskał połączenie wodne z rzeką Nogat. 7 lutego 1495 w Elblągu gościł król Jan I Olbracht. Od 1503 miasto było strażnikiem pieczęci Prus Królewskich. 18 stycznia 1504 do Elbląga przybył Mikołaj Kopernik. 29 maja 1535 powstało Gimnazjum Elbląskie, pierwsza w kraju szkoła średnia. W 1552 przebywał w Elblągu król Zygmunt II August, dwa lata później Wolfgang Dietmar uruchomił pierwszą drukarnię w mieście. W 1571 r. król Zygmunt II August zamówił w elbląskiej stoczni budowę pierwszego polskiego okrętu wojennego, galeonu Smok – niestety, śmierć króla przerwała prace, do których nigdy nie powrócono. 10 września 1576 w Elblągu przebywał król Stefan Batory, dzięki jego decyzjom od 7 marca 1577 cały morski handel polski miał przechodzić przez Toruń i Elbląg, czyniąc tutejszy port głównym w Rzeczypospolitej.

### Złoty wiek Elbląga i jego upadek

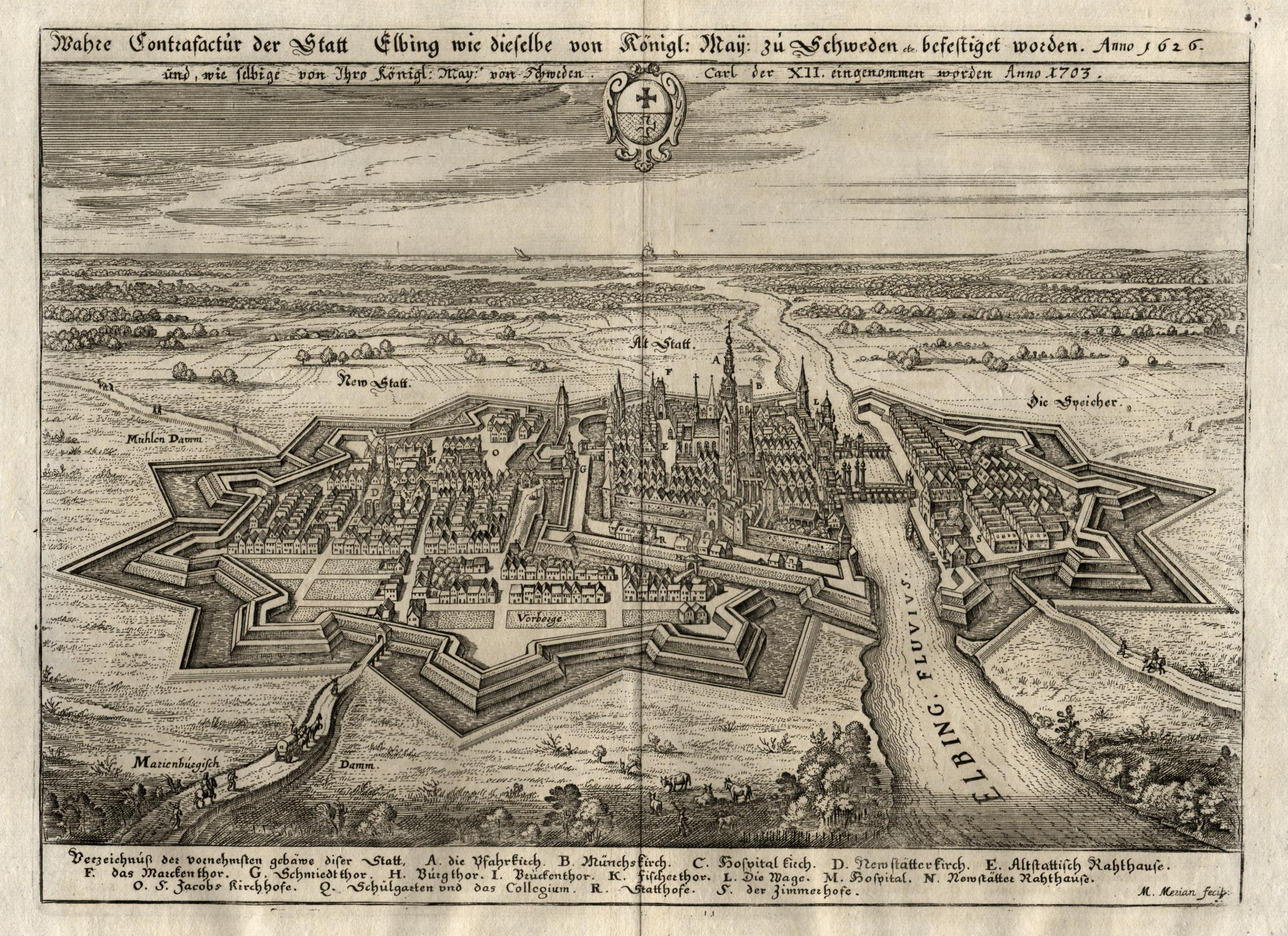
Elbląg w 1626 r.

Gdy 10 września 1577 wybuchła wojna Rzeczypospolitej z Gdańskiem, Elblążanie odparli szturm Gdańszczan. W 1584 Anglicy otwierają w Elblągu filię przedsiębiorstwa Estland Company, która ma się zajmować handlem ze wschodem. W 1592 powstaje Biblioteka Elbląska. W sierpniu 1601 r. w Domu Pod Siedmioma Szczytami zaproszona przez rajcę miejskiego Andrzeja Bartowicza angielska trupa teatralna Johna Greena odegrała pierwsze przedstawienie sztuk Szekspira w Polsce. Od 8 do 12 czerwca 1623 w Elblągu przebywał król Zygmunt III Waza.
Na skutek wojny polsko-szwedzkiej o ujście Wisły w latach 1626–1635 w mieście stacjonował szwedzki garnizon, który wycofał się z miasta po podpisaniu rozejmu w Sztumskiej Wsi. 11 lutego 1636 przebywał z wizytą w Elblągu król Władysław IV Waza, w 1651 odwiedził miasto jego brat – król Jan II Kazimierz Waza.
W czasie potopu wojska szwedzkie zajęły miasto 22 grudnia 1655 roku. Zniszczenia spowodowane okupacją szwedzką w latach 1656–1660 zahamowały rozwój, a towarzyszące jej zarazy wyludniły miasto.
W czerwcu 1698 król Polski August II na zjeździe w Jańsborku podpisał z elektorem Fryderykiem I Hohenzollernem tajny układ, na mocy którego ten drugi uzyskał zgodę na zajęcie miasta w zamian za 150 tys. talarów. Oblężenie rozpoczęte w październiku tego samego roku zakończyło się aktem kapitulacji podpisanym przez radę miejską 10 listopada. Wzburzenie polskiej opinii publicznej i zdecydowane, mimo obłudnego postępowania Augusta II, dążenie do odzyskania Elbląga, a nadto próby mediacji ze strony Danii, Szwecji i cesarza skłoniły elektora do przyjęcia propozycji rozmów dyplomatycznych. Zostały one zakończone układem z 17 grudnia 1699, który przyniósł zgodę na zwrot Elbląga Polsce pod warunkiem spłaty należności wobec elektora. Było to tylko chwilowe zwycięstwo, gdyż już w 1703 Fryderyk I Hohenzollern zajął posiadłości ziemskie Elbląga, pozbawiając miasto 50% rocznych dochodów. W 1700 r. powstał pierwszy majątek mieszczański. Znajdował się on na terenie Bażantarni, ale ostatecznie został przejęty przez Sebastiana Stolza, który wcześniej posiadał już majątek Stolzenhof. W 1703 w Elblągu przebywał August II Sas, a rok później jego następca Stanisław Leszczyński.
Podczas wielkiej wojny północnej miasto okupowane było kolejno przez oddziały szwedzkie (1703–1710), rosyjskie (1710–1712) i saskie (1712). Kolejne pobyty obcych wojsk uszczuplały kasę miejską. Podupadłe miasto stało się łatwym łupem dla Prus.

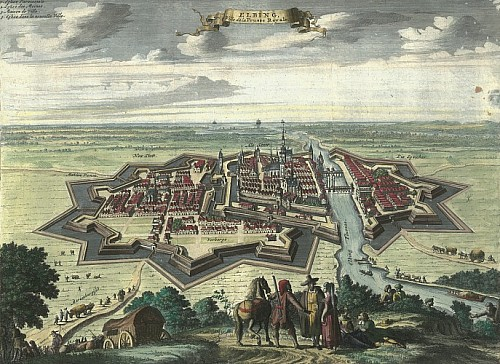
ELBLĄG Elbing, „Miasto Prus Królewskich”. (A Leide, Chez Pierre van der AaLeyden) – miedzioryt z XVIII wieku

Na początku XVIII wieku miejski handel był już w upadku, zamierała praca stoczni. Pod rządami pruskimi stało się głównym portem dorzecza Wisły, ale tylko do czasu zajęcia przez Fryderyka II Gdańska. Dwadzieścia lat działania w uprzywilejowanych warunkach pozwoliło Elblągowi wybić się gospodarczo dzięki usprawnieniu pracy portu – pogłębieniu Nogatu, rzeki Elbląg, redy portowej i rozbudowie urządzeń portowych. Ożywienie gospodarcze było jednak krótkotrwałe, a intensywne zamulanie toru wodnego ponownie zahamowało rozwój portu i handlu. W 1737 obchodzono 500-lecie miasta, rok później, 6 września 1738 r., odbyło się wodowanie statku pełnomorskiego Stadt Elbing, który powstał na zamówienie tutejszego mieszczanina Henryka Doringa. W 1765 miasto wizytował poseł króla polskiego Stanisława Augusta Poniatowskiego.
Podczas I rozbioru Polski w 1772 Elbląg znalazł się pod zaborem pruskim. Wojska zaborcy opanowały miasto 12 września, a dzień później miasto opuścił polski garnizon. Elbląg pozbawiony został swoich dotychczasowych przywilejów, odebrano mu prawo lubeckie, a tym samym zniesiono mu samorząd. Władze miasta zostały podporządkowane pruskim urzędnikom państwowym, zaakcentowała to wizyta króla pruskiego Fryderyka II Wielkiego, która miała miejsce w dniach 6–7 czerwca 1773. Z dniem 10 września 1773 władze pruskie zniosły prawo lubeckie i zmieniły ustrój samorządowy, Elbląg stał się prowincjonalnym miastem powiatowym. Dążąc do gospodarczego uzależnienia Polski od Prus zaborca nałożył cło na polskie towary. Odbiło się to ujemnie na Gdańsku i Toruniu, pozostających jeszcze w granicach Polski, a dodatnio na obrotach handlowych samego Elbląga, do którego zaczęli się przenosić liczni kupcy. Nie trwało to jednak długo, gdyż już w 1807 rozpoczął się kryzys handlowy. Podczas burzy 26 kwietnia 1777 od pioruna spaliła się wieża kościoła św. Mikołaja i staromiejski ratusz, w 1779 rajcy miejscy podjęli decyzję o budowie nowego ratusza w nowej lokalizacji, na Nowym Rynku, budowę zakończono w 1782. 31 maja 1787 ukazała się drukiem pierwsza elbląska gazeta nosząca tytuł Elbingsche Anzeigen von handlungs-ökonomischen, historischen und literarischen Sachen, jej redaktorem był Fryderyk Traugott Hartmann. W 1801 Albert Abbeg nabył ziemię na terenie Bażantarni i rozpoczął budowę dworu oraz zabudowań gospodarczych. W dniach 8–9 maja 1807 w Elblągu zatrzymał się cesarz Francji Napoleon Bonaparte. W 1811 w Bażantarni otwarto zajazd Gasthaus.

### XIX wiek i rewolucja przemysłowa
Od 1815 do 1920 r. Elbląg należał do rejencji gdańskiej w pruskiej prowincji Prusy Zachodnie (przejściowo w latach 1829–1878 Prusy). 1 lipca 1818 utworzono powiat ziemski Elbląg (Elbing), którego pierwszym starostą był Johann Christian Ludwig Bax. W tym czasie do Elbląga przybył z wizytą król Fryderyk Wilhelm III, a miesiąc później jego syn, następca tronu Fryderyk Wilhelm IV. W tym samym roku w Deutsches Haus zostało zainaugurowane działanie pierwszej stałej sceny teatralnej. Na początku XIX wieku miasto zostało zdegradowane do roli portu rzecznego w lokalnym handlu. Elbląg szukał nowych dróg rozwoju gospodarczego i powoli zaczął przeradzać się w ośrodek przemysłowy, administracyjny i wojskowy. 17 lutego 1828 założono Towarzystwo Przemysłowe (Elbinger Gewerbe-Vereins), które otworzyło i prowadziło Szkołę Przemysłową, której absolwentem był m.in. Ferdinand Schichau. 24 sierpnia 1828 pierwsi turyści odbyli podróż parowcem „Coppernikus” do Krynicy Morskiej. 3 kwietnia 1837 powstała Heinrich von Plauen Schule, pierwsze gimnazjum męskie będące wyższą szkołą miejską.
Już w II połowie XIX wieku, obok Szczecina, a przed Gdańskiem i Królewcem, Elbląg był silnym pruskim ośrodkiem przemysłu metalowego. Miejscowi kupcy zaczęli inwestować w manufaktury i fabryki. Rozwinął się przemysł tkacki, farbiarski i szklarski. Powstawały liczne zakłady przetwórstwa rolno-spożywczego, tytoniowe, mydlarnie, olejarnie, krochmalnie. Ważnym działem przemysłu pozostawała nadal budowa statków. Dużą rolę w tej dziedzinie odegrał Ferdinand Schichau, który w 1837 otworzył w mieście fabrykę maszyn, a w 1854 swoją stocznię, będącą z czasem głównym niemieckim producentem torpedowców. XIX-wieczny Elbląg stawiał przede wszystkim na rozwój nowoczesnego przemysłu. W tym okresie powstały m.in. odlewnia żelaza Tiessena, zakłady metalowe Neufeldta, fabryka cygar Losera & Wolffa, fabryka samochodów Komnicka. Rozwój gospodarczy przyniósł ze sobą tworzenie się klasy robotniczej, której trzon stanowili metalowcy. Zatrudnianie dzieci, zbyt długi dzień pracy, niskie zarobki doprowadziły do wzrostu nastrojów rewolucyjnych. W mieście rozpoczęły się strajki rzemieślników. W 1840 powołano spółkę do obsługi linii morskiej łączącej Elbląg z Królewcem. W 1846 zakończono budowę Teatru Miejskiego, którego gmach powstał przy obecnej ul. Rycerskiej. W tym samym roku rozpoczęto budowę linii kolejowej łączącej Braniewo i Malbork przez Elbląg. W 1849 wybudowano pierwszy statek parowy, który powstał od podstaw w Elblągu. 19 października 1852 uruchomiono połączenie kolejowe razem z dworcem kolejowym przy obecnej Alei Grunwaldzkiej. 28 listopada 1859 rozpoczęła pracę gazownia miejska. W 1863 z powiatu ziemskiego elbląskiego wydzielono powiat miejski Elbląg (Stadtkreis). W 1865 powstało Muzeum Miejskie, w 1875 zawodowa straż pożarna, a w 1880 uruchomiono browar English Brunnen. W 1882 rada miasta kupiła od spadkobierców Alberta Abbega tereny Bażantarni (Vogelsang). W dniach 26–29 marca 1888 miasto doświadczyło jednej z największych w swojej historii powodzi: z brzegów wystąpiły Nogat i Kumiela, a w wyniku zalania fabryk pracę straciło ponad tysiąc osób. W grudniu 1892 rozpoczęła pracę rzeźnia miejska. 22 listopada 1895 na miasto wyjechały pierwsze tramwaje, których trasy liczyły łącznie 3,88 km. 20 maja 1899 uruchomiono pierwszy odcinek Kolei Nadzalewowej łączący Elbląg z Fromborkiem. W 1902 otwarty został pierwszy szpital miejski na 250 łóżek, w 1912 oddano do użytku budynek sądu okręgowego i nową siedzibę Szkoły Henryka von Pluena (obecny budynek urzędu miejskiego). Na terenie miasta swoją działalność rozpoczęły komórki Socjaldemokratycznej Partii Niemiec. Robotnicy zaczęli się formować w organizacje, które prowadziły szeroko zakrojoną akcję propagandową. Do wybuchu I wojny światowej przez miasto przetaczały się kolejne fale wystąpień, niekiedy brutalnie tłumionych przez policję. Nie zahamowało to jednak gospodarczego rozwoju miasta, który trwał do światowego kryzysu gospodarczego w 1918 r. 19 maja 1916 podczas wizyty w Elblągu cesarz Wilhelm II na własne życzenie odbył przejażdżkę po mieście tramwajem, wsiadł przy dworcu kolejowym i dojechał do stoczni Schichaua.
Wraz z wybuchem wojny sytuacja miasta znacznie się pogorszyła. Już od 1914 roku przez Elbląg przewijały się dziesiątki tysięcy uciekinierów. Rezultatem tego był powszechny chaos, brak żywności itp. Dekoniunktura gospodarcza lat wojny spowodowała zamknięcie wielu zakładów przemysłowych, a w rezultacie narastanie bezrobocia. W końcowych latach wojny tysiące mieszkańców cierpiały głód, często brakowało też dachu nad głową. 8 lipca 1917 w wyniku pożaru został zniszczony Most Wysoki (odbudowany w 1926).

### Dwudziestolecie międzywojenne

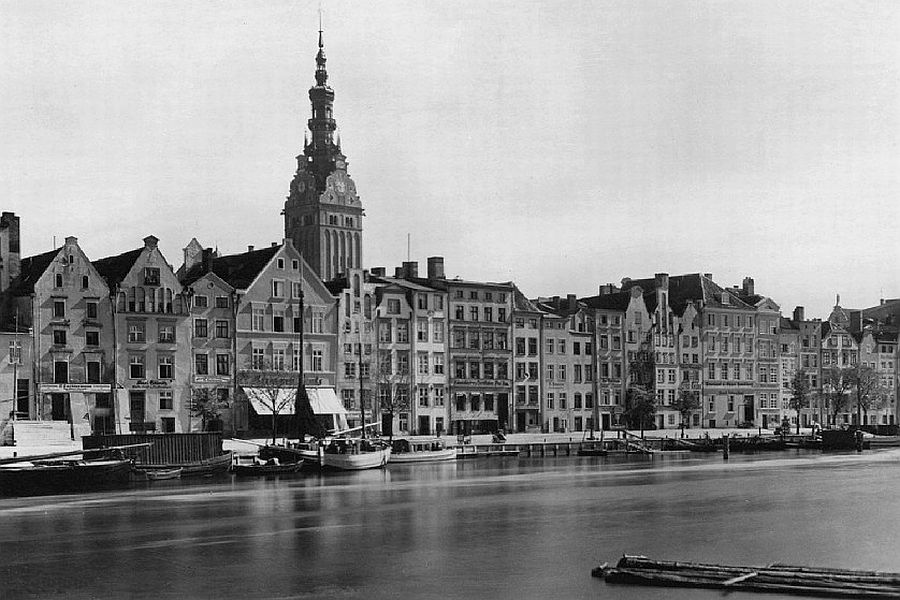
Widok z wyspy Spichrzów na Bulwar Zygmunta Augusta około 1930 roku

Po przegranej przez Niemcy wojnie, w wyniku postanowień traktatu wersalskiego z 1919 r., od 28 listopada 1920 Elbląg, wraz ze wschodnią część Prus Zachodnich, pozostałą w Niemczech po utworzeniu polskiego województwa pomorskiego, czyli tzw. polskiego korytarza, znalazł się w prowincji Prusy Wschodnie.
Ograniczenia narzucone Niemcom i utrata naturalnych rynków zbytu doprowadziły elbląską gospodarkę do kryzysu. Miasto było zmęczone wojną, panował chaos, bezrobocie i drożyzna. W tej sytuacji dochodziło do strajków i demonstracji, miały one jednak charakter bardziej ekonomiczny niż polityczny. W mieście działała komórka niemieckiej organizacji rewolucyjnej – Związku Spartakusa. 11 listopada 1918 powstała Rada Robotnicza, ale jej działalność ograniczyła się jedynie do zorganizowania kilku wieców. Niemniej jednak utworzona pod koniec tego roku placówka Komunistycznej Partii Niemiec miała pewne wpływy w mieście aż do dojścia Hitlera do władzy. 1 lipca 1922 miasto wykupiło spółkę prowadzącą komunikację tramwajową. W 1926 ustanowiono herb powiatu ziemskiego elbląskiego.

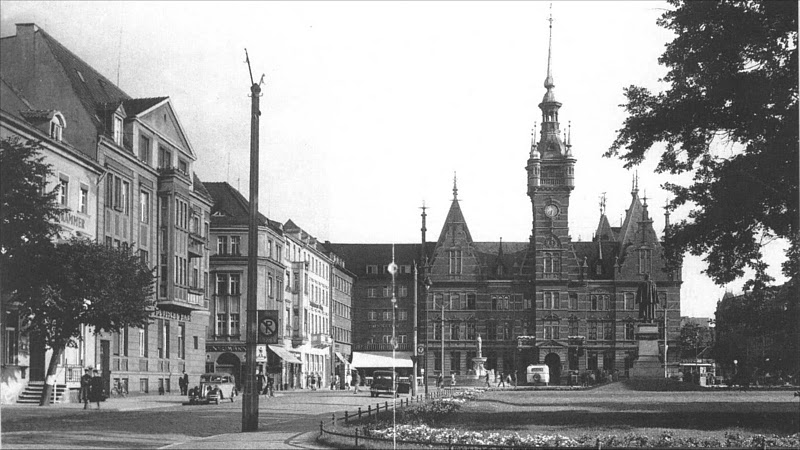
Plac Słowiański z dawnym ratuszem około 1930 roku

W latach 30. nastąpił ponowny rozkwit przemysłu na terenie miasta. Elbląg stał się jednym z większych miast garnizonowych w III Rzeszy. Przy utworzonym już w czasie wojny lotnisku powołano szkołę lotnictwa wojskowego. W różnych częściach miasta zostały wzniesione budynki koszarowe dla artylerii, kawalerii, wojsk inżynieryjnych i piechoty. Zgromadzenie w mieście dużej liczby wojska nadało mu charakter militarny, a z drugiej strony spowodowało rozwój infrastruktury miejskiej. Pojawiły się liczne nowe osiedla mieszkaniowe, oddano do użytku nowoczesny szpital wojskowy. W mieście rozwijało się szkolnictwo wyższe, powstała szkoła pedagogiczna, inżynierska, rolnicza. W mieście działały dwa muzea, biblioteka, archiwum, a wśród wielu urzędów i instytucji były także konsulaty: szwedzki, szwajcarski i polski. Pomyślny stan elbląskiej gospodarki pozwolił miastu na nowe inwestycje komunalne i przemysłowe. Podjęto modernizację sieci gazowej i kanalizacyjnej, przebudowano linie tramwajowe, unowocześniono port, pogłębiono tor wodny na Zalew Wiślany. 19 grudnia 1933 rozpoczęto budowę autostrady do Królewca. W 1934 przebywał w Elblągu Melchior Wańkowicz zbierając materiały do książki Na tropach Smętka. W 1935 do Elbląga przybył Adolf Hitler, aby odebrać nadane mu insygnia Honorowego Obywatela Miasta. W 1937 miasto obchodziło 700-lecie istnienia, uruchomiono wówczas pierwszą stałą linię autobusową.

### II wojna światowa

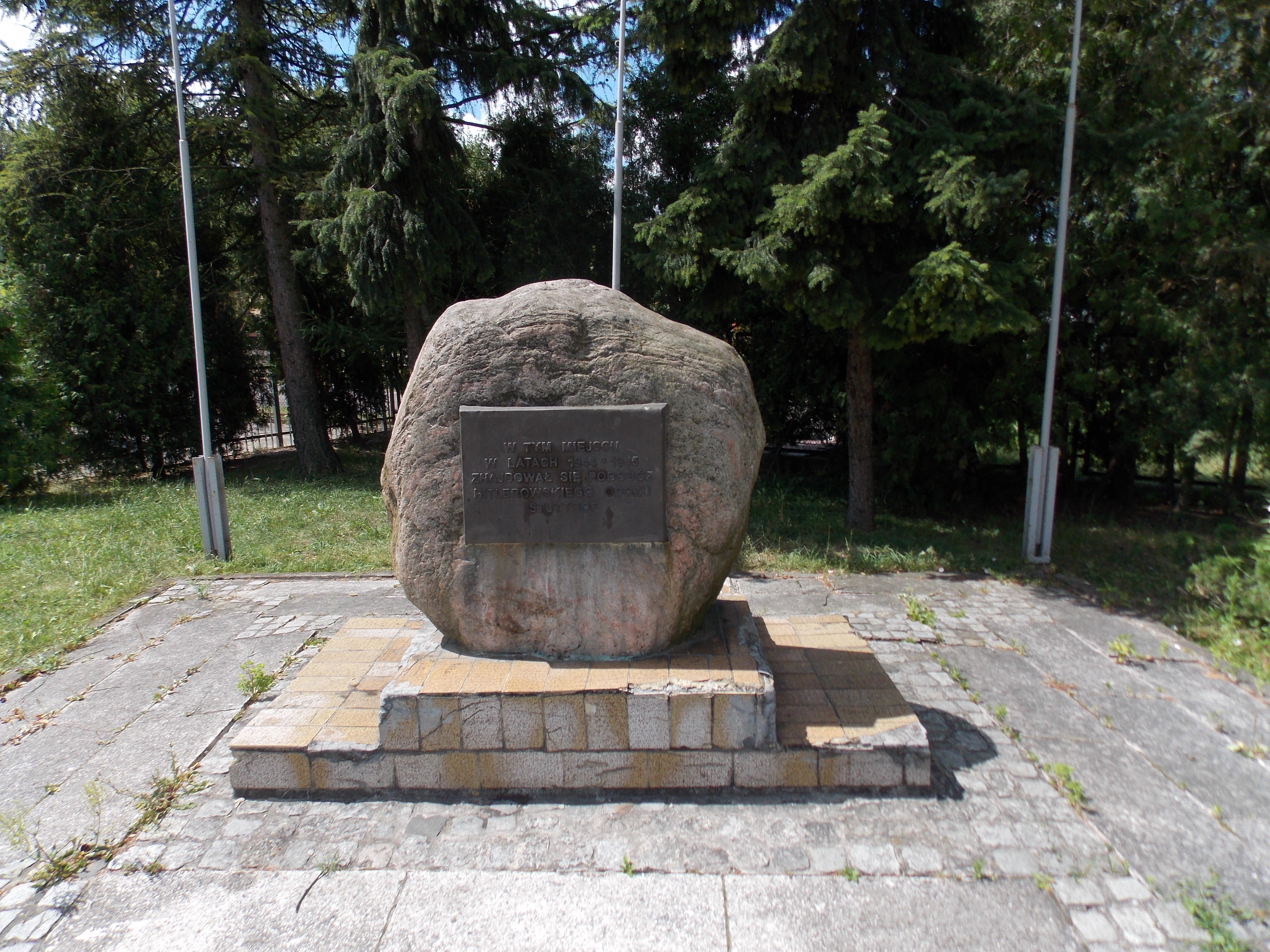
Pomnik w miejscu dawnego podobozu obozu koncentracyjnego Stutthof

Podczas II wojny światowej całe życie gospodarcze i społeczne Elbląga zostało podporządkowane potrzebom wojny. Miasto było przeludnione w wyniku przesiedleń ludności z Meklemburgii, Mazur, a także jeńców różnej narodowości. Od marca 1940 istniał tu jeden, a później dwa podobozy obozu koncentracyjnego Stutthof, oraz podobozy pracy przymusowej obozów jenieckich Stalag I A i Stalag XX B. Do miasta sprowadzano także polskich cywilnych robotników przymusowych. Polski ruch oporu spenetrował niemiecki przemysł wojenny w Elblągu i dystrybuował polską prasę podziemną w rejonie. Wprowadzono racjonowanie żywności. Od momentu rozpoczęcia wojny Elbląg był niemal nietknięty przez działania zbrojne. Gdy na początku 1945 Armia Czerwona wkroczyła do Prus Wschodnich, do Elbląga zaczęli napływać żołnierze niemieccy.
Pierwsze oddziały wojsk radzieckich zbliżyły się do Elbląga 23 stycznia 1945. W krótkim czasie miasto zostało otoczone z trzech stron. Rozpoczęły się ciężkie walki. Siły hitlerowskie w mieście liczyły ok. 10 tys. żołnierzy Wehrmachtu i ok. 4 tys. członków Volkssturmu. W czasie walk poległo ok. 5 tys. Niemców. Reszta trafiła do niewoli. W walkach poległo też 2731 żołnierzy radzieckich z 2 Armii Uderzeniowej i 5 Gwardyjskiej Armii Pancernej 2 Frontu Białoruskiego pod dowództwem marszałka K. Rokossowskiego. Miasto zostało zajęte przez Armię Czerwoną 10 lutego 1945 roku (ku czci żołnierzy radzieckich po wojnie wzniesiono Pomnik Wdzięczności przy ul. Agrykola). Zaciekłe walki na przełomie stycznia i lutego obróciły miasto w gruzy. Zniszczona została zabytkowa zabudowa Starego Miasta, a także całe Śródmieście. Trudne do określenia były cywilne straty ludzkie. Wielu spośród przedwojennych elblążan utonęło w czasie panicznej ucieczki na Zachód przez Zalew Wiślany.
W pierwszych miesiącach po przejściu frontu Ziemie Północne były zarządzane przez radzieckie władze państwowe. W ciągu kilku miesięcy dokonały one wywozu w głąb ZSRR wszystkich maszyn i wyposażenia elbląskich fabryk. Zaraz po zajęciu miasta NKWD utworzyła w mieście obóz specjalny.

### Powrót Elbląga do Polski i lata PRL
19 maja 1945 r. przed ratuszem odbyła się uroczystość przekazania przez radziecką komendanturę symbolicznych kluczy do miasta władzom polskim, które powołano 3 kwietnia. Po ponad 170 latach Elbląg ponownie znalazł się w granicach państwa polskiego. Priorytetem nowych władz stało się nadanie miastu polskiej tożsamości narodowej i deportacja ludności niemieckiej. Żołnierze Armii Czerwonej zdemontowali i wywieźli do ZSRR wyposażenie fabryk, warsztatów, zakładów pracy. Rabowano dzieła sztuki, instrumenty muzyczne i wyposażenie ocalałych mieszkań. Rozpoczęto reorganizację nadwerężonej gospodarki oraz powolną odbudowę zniszczonego miasta. Już w 1945 wznowiły pracę Zakłady Młynarskie. W 1946 uruchomiono rozbudowaną elektrownię, Elbląskie Zakłady Piwowarsko-Słodownicze oraz Elbląskie Zakłady Naprawy Samochodów. Pod koniec 1948 r. rozpoczęły pracę Zakłady Mechaniczne im. gen. Karola Świerczewskiego (późniejszy Zamech), które w swych najlepszych latach zatrudniały 5100 pracowników. W 1948 powstały Elbląskie Zakłady Przemysłu Odzieżowego Truso, a w roku następnym Zakłady Mięsne. Po wojnie rodowici elblążanie stanowili tylko 2% mieszkańców. W 1949 r. miasto dotknął terror stalinowski w wydarzeniach znanych jako sprawa elbląska. W latach 1951–1953 wybudowano od podstaw Zakłady im. Wielkiego Proletariatu, które produkowały meble przemysłowe. Od 1952 działała Spółdzielnia Pracy im. Feliksa Dzierżyńskiego produkująca kotły centralnego ogrzewania, a od 1963 Zakłady Tworzyw Sztucznych Styren. W 1954 otworzono muzeum okręgowe. W 1956 oprócz istniejącej komunikacji tramwajowej uruchomiono linie autobusowe. Od roku akademickiego 1961/1962 działał w Elblągu punkt konsultacyjny Wyższej Szkoły Ekonomicznej w Sopocie, prowadziła działalność Wieczorowa Szkoła Inżynierska i Zawodowe Studium Administracyjne. Na początku lat 50. rozebrano ruiny Nowego Miasta i z częściowym zachowaniem dawnej siatki ulic wybudowano pierwsze powojenne osiedle mieszkaniowe. Zniszczone całkowicie Stare Miasto zostało uprzątnięte dopiero w latach 60., wcześniej prowadzono prace rozbiórkowe, a pozyskaną cegłę zgodnie w poleceniem władz centralnych transportowano na odbudowę Warszawy, a następnie Gdańska. Na początku lat 60. powstało przy ulicy Saperów pierwsze osiedle budynków wielorodzinnych położone poza śródmiejską częścią miasta, wytyczono wówczas nową arterię wschód-zachód nadając jej nazwę Alei Tysiąclecia, która prowadziła na nowo wybudowany most nad Elblągiem. Podczas wydarzeń z Grudnia 1970 roku w Elblągu zastrzelony został Tadeusz Marian Sawicz. Na początku lat 70. planowano na Starym Mieście początkowo wybudować blokowisko. Jednakże brak funduszy uniemożliwił realizację tych planów.

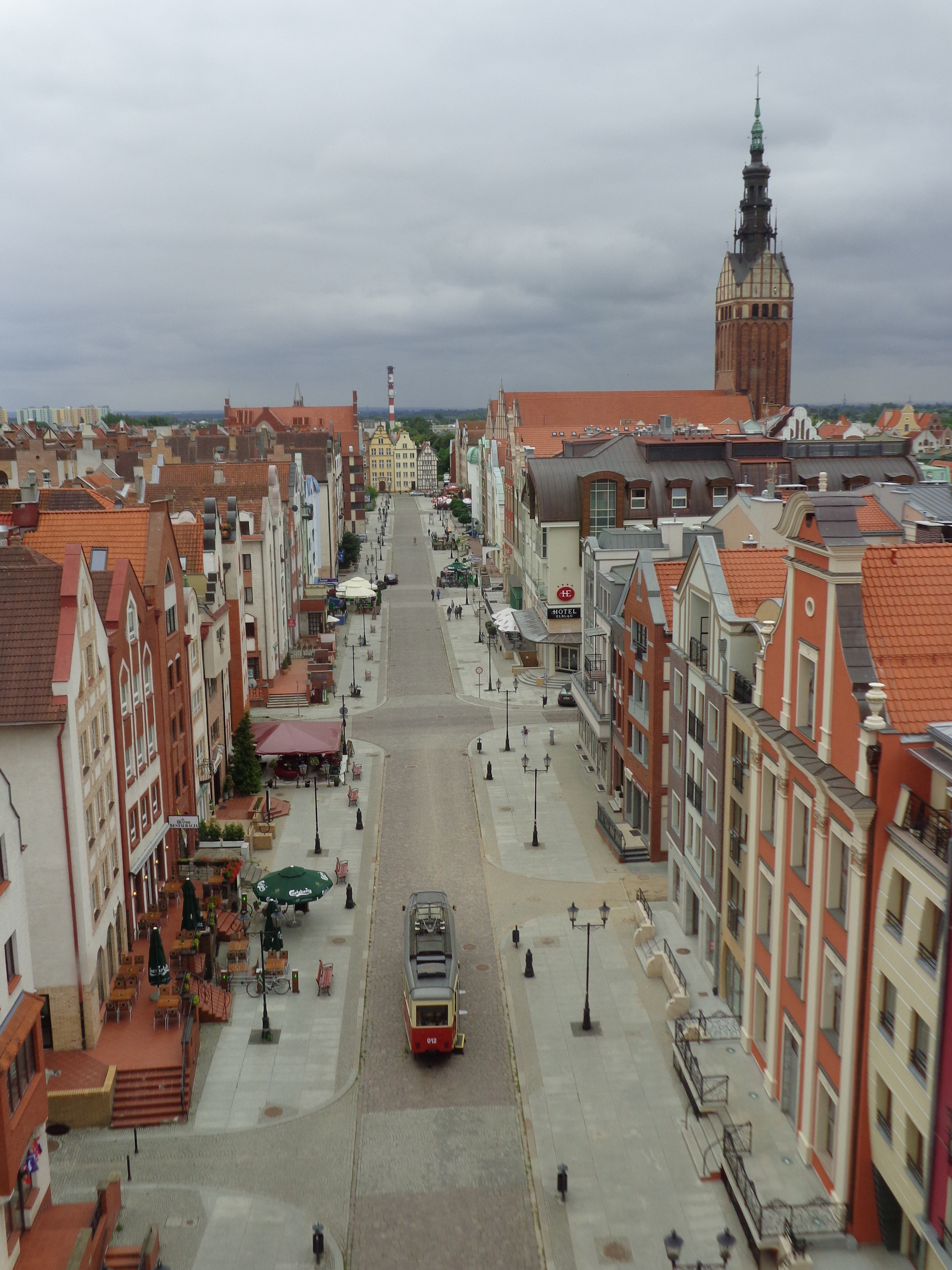
Układ urbanistyczny Starego Miasta, widok z Bramy Targowej

W 1972 r. rozpoczęto odbudowę Starego Miasta, jako pierwsze odbudowano domy na ulicy Wigilijnej. W 1974 miasto zostało odznaczone Orderem Sztandaru Pracy I klasy.
Od 1 czerwca 1975 r. na mocy ustawy z 28 maja 1975 r. Elbląg stał się stolicą województwa, składającego się ze wschodnich powiatów dawnego województwa gdańskiego (powiaty: elbląski, nowodworski, malborski, sztumski, kwidzyński), oraz z północno-wschodniej części dawnego województwa olsztyńskiego (powiaty: braniewski, pasłęcki, część iławskiego i morąskiego).
W latach 80. przystąpiono do budowy centrum miasta, jednakże zamiast odbudowywać kamienice, by przypominały te przedwojenne, wybudowano nowoczesne budynki o kształcie i wielkości zbliżonej do średniowiecznych. Prace przy fundamentach spowodowały, że odsłonięto fundamenty dawnych budynków, co ukazało wielkość i zamożność dawnego Elbląga.

### Przełom XX/XXI wieku
Funkcję siedziby władz województwa Elbląg pełnił do ostatniej reformy administracyjnej w roku 1999, kiedy to od 1 stycznia 1999 r. na prawach powiatu wszedł w skład województwa warmińsko-mazurskiego wbrew woli większości mieszkańców, którzy opowiedzieli się zdecydowanie za przynależnością miasta do województwa pomorskiego. W tym samym roku jako jedyne polskie miasto dostał nagrodę Unii Europejskiej za dokonania w dziedzinie ekologii oraz prestiżową nagrodę – Flagę Europy.

## Zabytki

### Zabytki istniejące

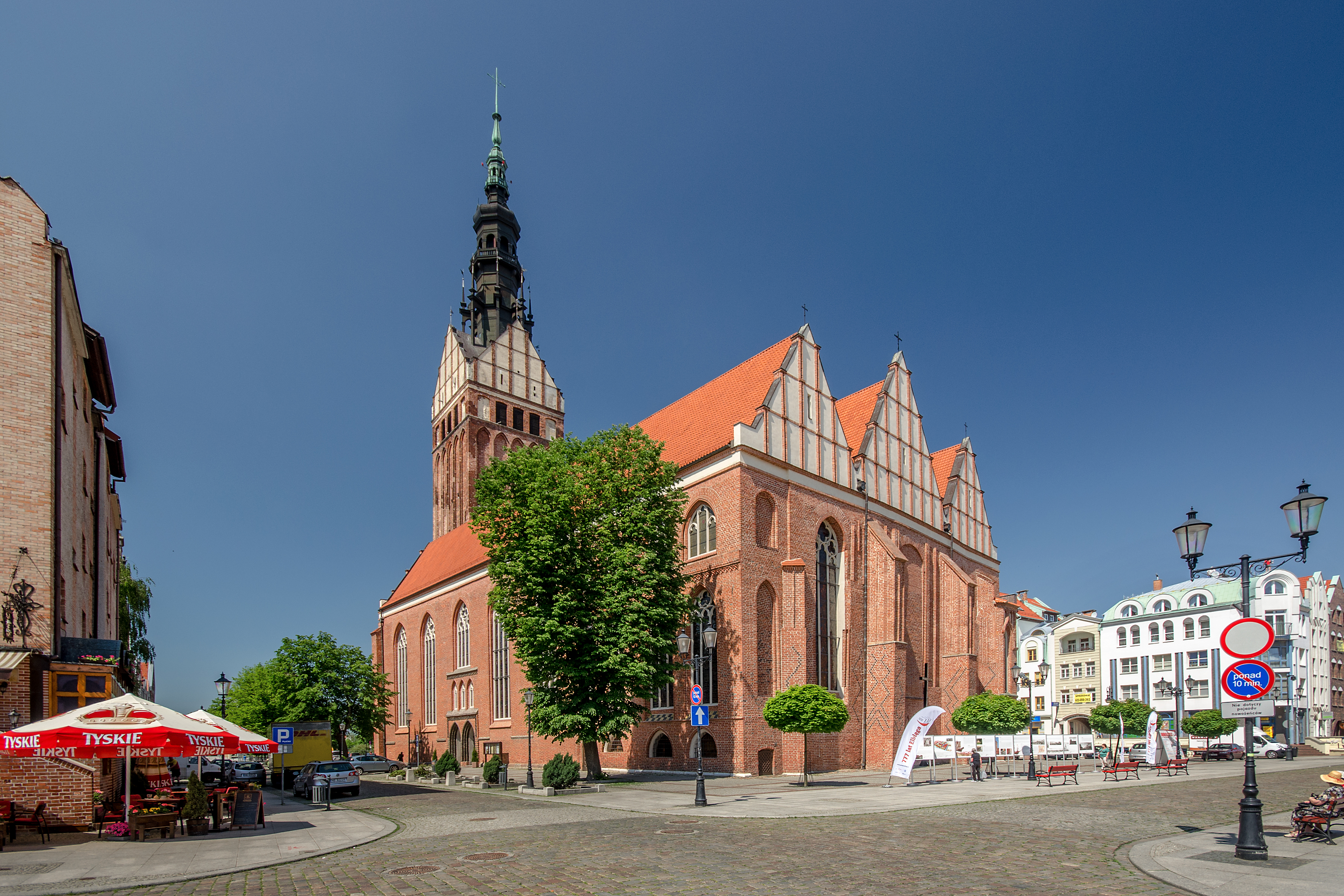
Katedra pw. św. Mikołaja

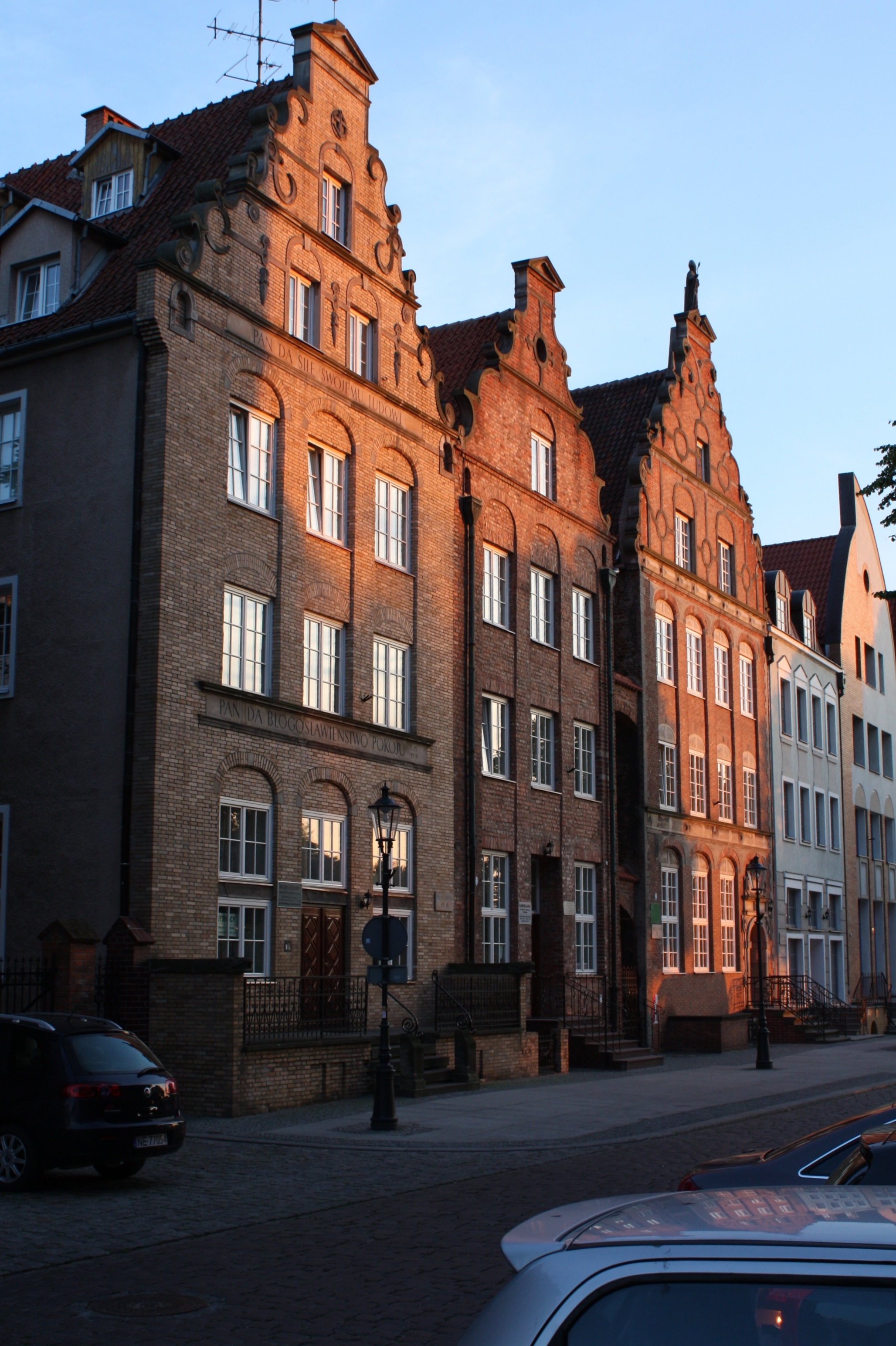
Zabytkowe kamieniczki przy ul. Mostowej

- Kościół katedralny św. Mikołaja, XIII–XV wiek, przebudowany po pożarze spowodowanym wyładowaniem atmosferycznym 26 stycznia 1777, z cennym wyposażeniem wnętrza (późnogotyckie tryptyki, gotyckie drewniane figury apostołów w nawie głównej, chrzcielnica brązowa z 1387, gotycki relikwiarz Krzyża św., płyty nagrobne z połowy XIII wieku)
- Brama Targowa z 1309 i pozostałości fortyfikacji miejskich,
- Kanał Elbląski
- Ścieżka kościelna
- Kaplica pw. Najświętszego Serca Pana Jezusa w Elblągu
- kościół podominikański NMP, XIII–XVI wiek (obecnie Galeria „El”), częściowo zburzony w 1945, zrekonstruowany w latach 60.; dawny ołtarz główny zachował się w kościele katedralnym, pozostałe wyposażenie (prospekt organowy, epitafia, empory) uległo zniszczeniu.
- Kościół św. Wojciecha,
- Kościół Bożego Ciała, XIII–XV wiek (przed pożarem z 1405 istniał tu kościół św. Jerzego wraz z lapidarium),
- Kościół Świętego Ducha, XIV wiek
- Kościół św. Antoniego, XIV wiek
- Kościół bł. Doroty, szachulcowy z XVIII wieku, przeniesiony z Kaczynosu
- Kościół św. Jerzego, 1 połowa XIV wieku
- Kościół św. Pawła Apostoła, 1895
- Kościół św. Trójcy, 1838
- Kościół polskokatolicki Dobrego Pasterza, pierwotnie mennonitów, 1880–1890
- Cerkiew prawosławna św. Marii Magdaleny, dawna kaplica ewangelicka, 1905
- Muzeum w Elblągu
- Zespół dawnego zamku i podzamcza
- kamienice gotyckie przy ul. Świętego Ducha 13 i Studziennej 34 (rekonstrukcja)
- kamienice renesansowe i manierystyczne, m.in. Kamienica Josta von Kampen w Elblągu
- postmodernistyczna zabudowa Starego Miasta, kamienice i ratusz staromiejski
- Pałac Augusta Abbegga
- Pałacyk, ul. Pułaskiego 10, XIX, ogród
- Szkoła przy ul. Robotniczej z 1926–1927 roku w stylu modernistycznym przy ul. Robotniczej, dawniej Gimnazjum nr 2, obecnie Zespół Szkół Zawodowych nr 1 (przeniesiony z ul. Zamkowej)
- Szkoła przy ul. Królewieckiej z 1928, ceglana, w stylu ekspresjonizmu, pierwotnie przeznaczona na szkołę zawodową dla dziewcząt, obecnie Zespół Szkół Gospodarczych.
- Szkoła przy ul. Agrykola z lat 1925–1929, w stylu modernistycznym, zwieńczony iglicą, tarasowo ukształtowany budynek, proj. Walter Kleemann[37]

### Zabytki niezachowane

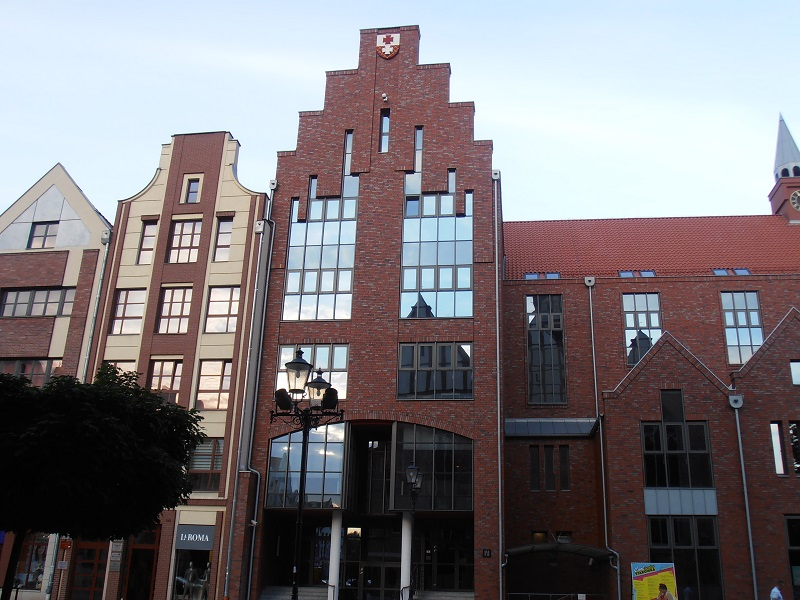
Ratusz Staromiejski w Elblągu (retrowersja)

- Kościół Trzech Króli, 1881–1885, neogotycki, wcześniej gotycki (XIV wiek), nieznacznie uszkodzony w 1945, zburzony wiosną 1954 roku
- Kościół św. Anny, 1900–1901, neogotycki, częściowo zniszczony w 1945, zburzony wiosną 1954 roku
- Kościół św. Anny, 1621, zburzony w 1899 roku
- Kościół baptystów, 1898, rozebrany po 1945
- Kościół Matki Boskiej Królowej Polski (dawniej baptystów), zburzony w 1989, w jego miejscu stoi nowy kościół pod tym samym wezwaniem
- Kościół św. Jakuba, XIV wiek, rozebrany w 1601 roku
- Kościół zamkowy św. Andrzeja, XIII–XIV wiek, zniszczony w 1454 roku razem z zamkiem krzyżackim, następnie rozebrany
- kamienice Starego i Nowego Miasta
- Ratusz Nowego Miasta, rozebrany w XIX wieku
- Ratusz Starego Miasta, XIV wiek, spalony w 1777 roku, później rozebrany
- Ratusz Miasta Elbląga, 1891–1894, w stylu manieryzmu niderlandzkiego, częściowo spalony w 1945, rozebrany w 1948 roku
- stary gmach sądu, 1858, spalony po działaniach wojennych w 1945 roku, rozebrany w 1961
- willa Schichaua, XIX wiek, spalona w 1945, później rozebrana
- willa Ziesego, koniec XIX wieku, spalona w 1945, rozebrana w 1961

### Miejsca historyczne, pamiątkowe
- Wieża Bismarcka w Elblągu
- Skwer im. Ofiar Sprawy Elbląskiej
- Synagoga żydowska, 1824, spalona przez Niemców w czasie nocy kryształowej z 9 na 10 listopada 1938 roku, później rozebrana
- Na Placu Słowiańskim, tuż obok dębu i obelisku z datą „1837” upamiętniającego 600-lecie lokacji miasta, znajduje się symboliczny „grób” województwa elbląskiego, odsłonięty 31 grudnia 1998 roku. Na pamiątkowej tablicy napis: „Tu leży województwo elbląskie”.

### Znaleziska archeologiczne

Ulica Stary Rynek

W trakcie odbudowy średniowiecznych zabudowań miasta, trwającej od lat 80. XX wieku do dziś, na każdą parcelę wchodzą wcześniej archeolodzy. Znaleziono dzięki temu ponad 800 tysięcy przedmiotów, w tym kilka unikatów:
- XV-wieczne okulary w rogowej oprawie, najstarsze zachowane w Europie
- giterna – średniowieczny instrument muzyczny, jedna z trzech zachowanych w Europie
- XIII-wieczna winda towarowa, jedna z trzech zachowanych w Europie. Zbudowana z dębu, wysokości ok. 70 cm i średnicy 60 cm. Działała na zasadzie kabestanu.
- zapinka żółwiowata z ok. połowy X wieku

W 1982 elbląski archeolog dr Marek Jagodziński odkrył w Janowie Pomorskim 7 km na południe od miasta pozostałości wczesnośredniowiecznej osady. Prowadzone wykopaliska dowiodły, że było to poszukiwane długo, również w Elblągu, Truso wspominane przez średniowieczne kroniki.
W trakcie prowadzonego w roku 2015 nadzoru archeologicznego w Parku Modrzewie odsłonięto fragment fundamentu (szerokość 60 cm, wysokość 45 cm) niezachowanej do dziś willi Carla Zeisego.

## Ochrona przyrody
W granicach miasta znajduje się część Parku Krajobrazowego Wysoczyzny Elbląskiej oraz Obszaru Chronionego Krajobrazu Wysoczyzny Elbląskiej – Zachód.
Na terenie Elbląga znajduje się 68 pomników przyrody w tym 62 ożywionej i 6 nieożywionej.

## Ludność
Według danych GUS na dzień 30.06.2015 populacja Elbląga wynosiła 121 994 osób. Obecnie liczba mieszkańców systematycznie spada, na co ma wpływ duża emigracja zarobkowa (głównie do Wielkiej Brytanii i Niemiec), niż demograficzny oraz przenoszenie się zamożniejszych mieszkańców do podelbląskich gmin. Najwyższą jak dotąd liczbę ludności Elbląg odnotował 30 czerwca 1999 - 129 816 mieszkańców.

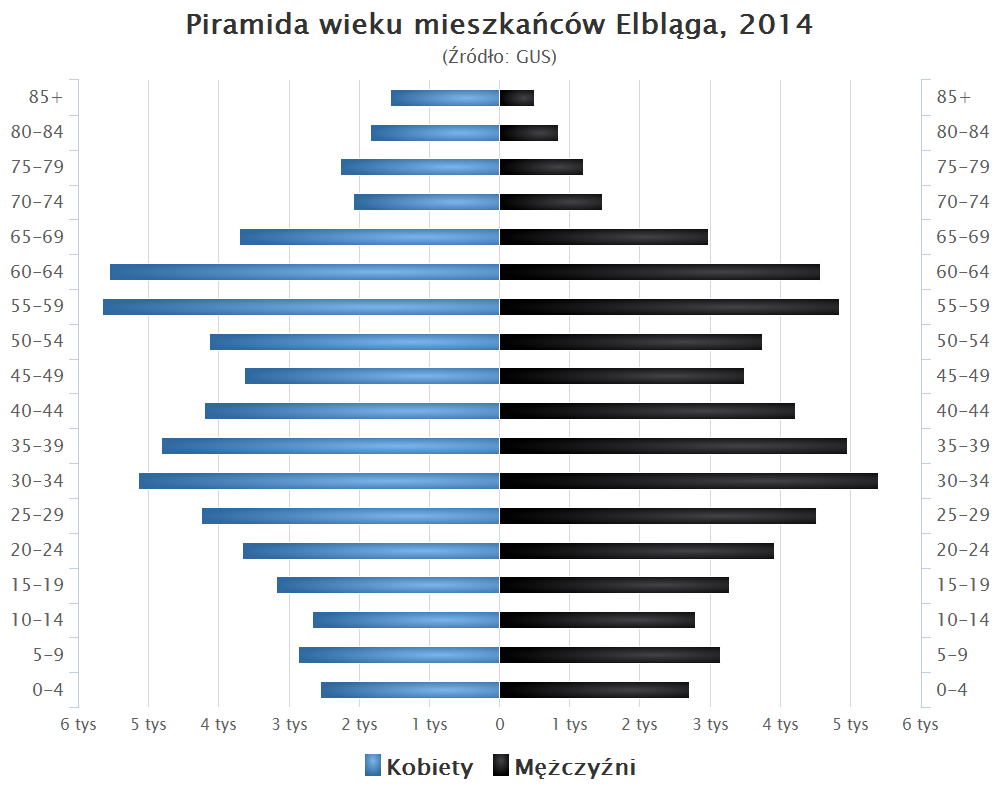
Piramida wieku mieszkańców Elbląga w 2014 roku

* Wykres liczby ludności Elbląga

### Pochodzenie
Powojenna ludność Elbląga w przeważającej mierze była ludnością napływową z różnych stron Polski. Przedwojenni niemieccy mieszkańcy miasta zostali po 1945 roku wysiedleni, a na ich miejsce napłynęli w zdecydowanej większości Polacy. Według profesora Leszka Kosińskiego, struktura ludnościowa Elbląga w 1950 roku pod względem pochodzenia terytorialnego przedstawiała się następująco:
| Pochodzenie              | Liczba mieszkańców | Procentowo |
| ------------------------ | ------------------ | ---------- |
| Obszary w granicach ZSRR | 8 447              | 17,56%     |
| Woj. bydgoskie           | 8 085              | 16,80%     |
| Woj. warszawskie         | 7 688              | 15,98%     |
| Miasto Warszawa          | 5 022              | 10,44%     |
| Woj. gdańskie            | 3 574              | 7,43%      |
| Woj. olsztyńskie         | 2 242              | 4,66%      |
| Woj. lubelskie           | 2 023              | 4,20%      |
| Woj. białostockie        | 1 864              | 3,87%      |
| Woj. poznańskie          | 1 239              | 2,58%      |
| Woj. kieleckie           | 1 207              | 2,51%      |
| Woj. łódzkie z Łodzią    | 1 058              | 2,20%      |
| Woj. rzeszowskie         | 696                | 1,45%      |
| Woj. krakowskie          | 495                | 1,03%      |
| Woj. katowickie          | 363                | 0,75%      |
| Pozostali                | 2 470              | 5,13%      |
| Ludność napływowa ogółem | 46 473             | 96,59%     |
| Autochtoni               | 1 639              | 3,41%      |
| Ogółem                   | 48 112             | 100%       |

## Podział miasta na osiedla i dzielnice

Elbląg – Urząd Miasta

Elbląg, Plac Konstytucji 1 (Sąd Okręgowy)

Elbląg nie jest podzielony na osiedla w sensie administracyjnym (jednostki pomocnicze gminy). Poniższy spis zawiera osiedla wyodrębnione historycznie, których nazwy są powszechnie używane przez mieszkańców, nie stanowią one jednak oficjalnego podziału administracyjnego miasta.

### Dzielnice i osiedla południowe
- Śródmieście
- Stare Miasto
- Łasztownia
- Zawodzie
- Osiek
- Zatorze
- Dębica
- Nowe Miasto
- Nowe Pole
- Dąbki
- Warszawskie Przedmieście
- Przy Młynie
- Witoszewo
- Winnica
- Wyspa Spichrzów
- Truso
- Stagniewo
- Rakowo

### Dzielnice i osiedla północne
- Ogrody
- Stawnik
- Kępa Północna
- Zawada
- Zakrzewo
- Kamionka
- Nad Jarem
- Na Stoku
- Dąbrowa
- Drewnik
- Zajazd
- Bielany
- Modrzewina
- Rubno Wielkie
- Krasny Las
- Próchnik
- Bażantarnia – park leśny stanowiący integralną część miasta

## Gospodarka

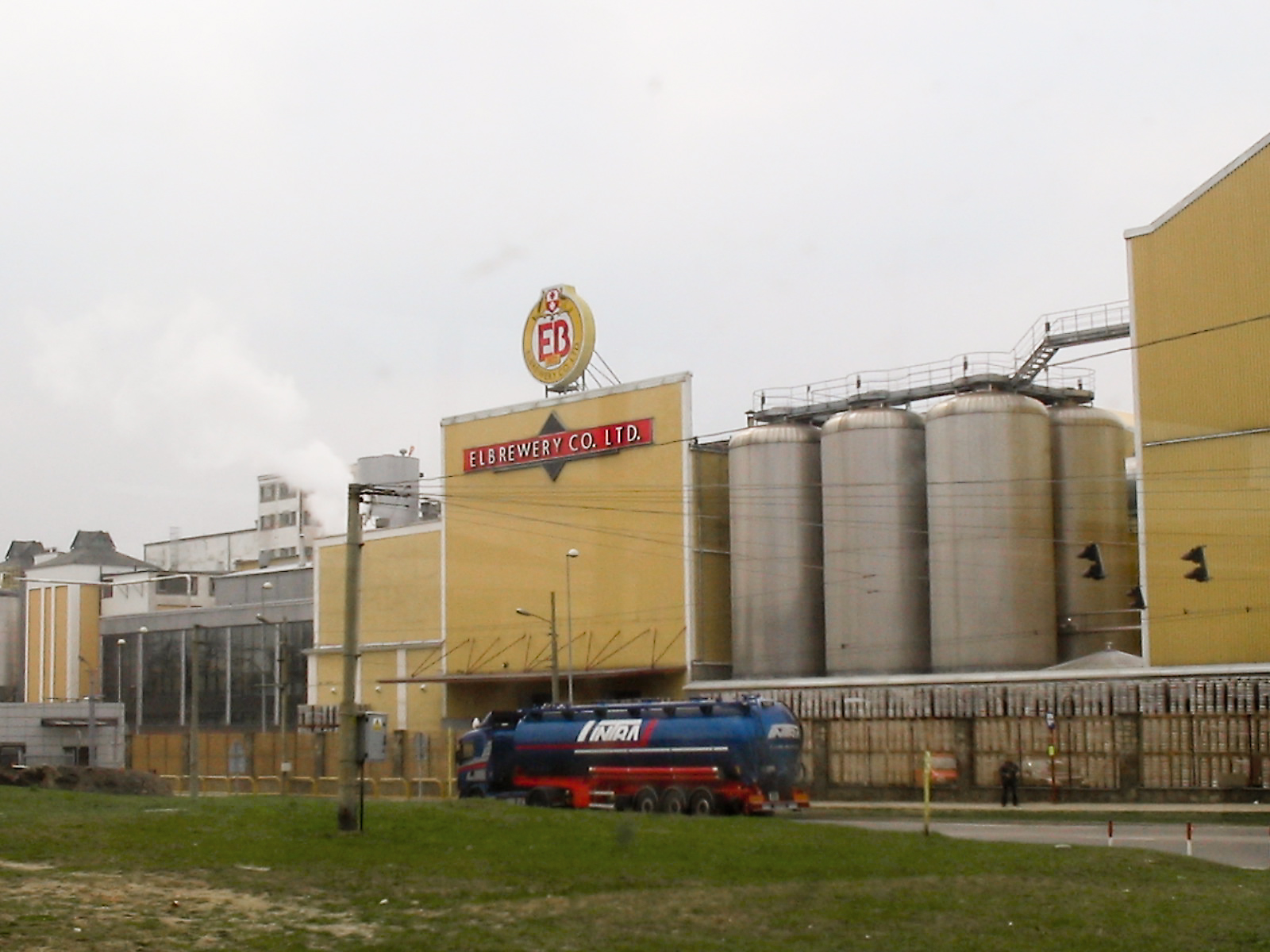
Browar Grupy Żywiec (dawniej EB)

Elbląg jest ośrodkiem przemysłu ciężkiego (turbiny parowe i gazowe), meblowego i spożywczego. W mieście znajdują się również tereny Warmińsko-Mazurskiej Specjalnej Strefy Ekonomicznej, a wykwalifikowaną kadrę zapewniają elbląskie uczelnie wyższe.
W mieście działa 7 centrów handlowych, 4 markety elektroniczne, 3 hipermarkety, market budowlany oraz 24 dyskonty spożywcze.

## Transport

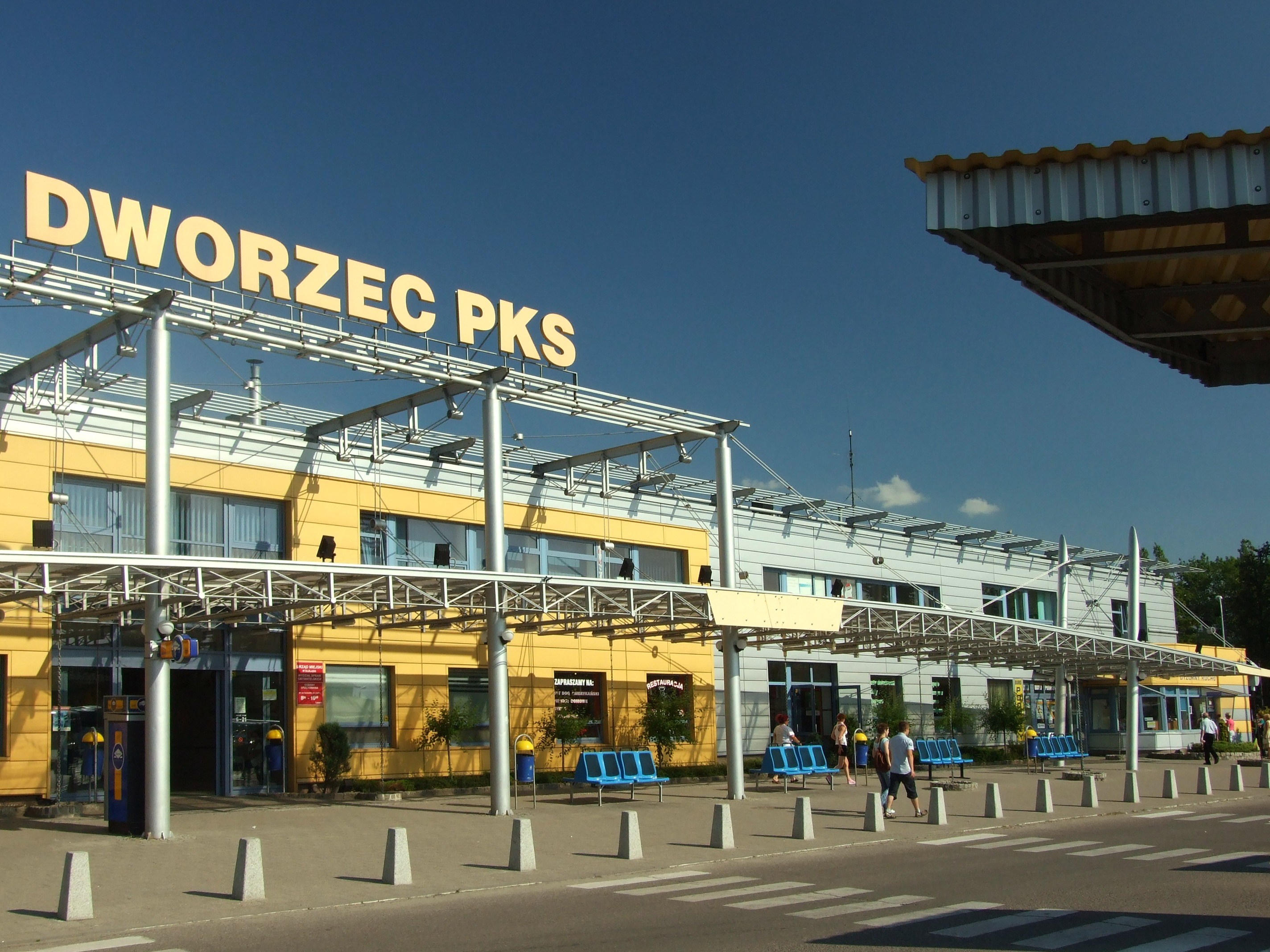
Dworzec autobusowy w Elblągu

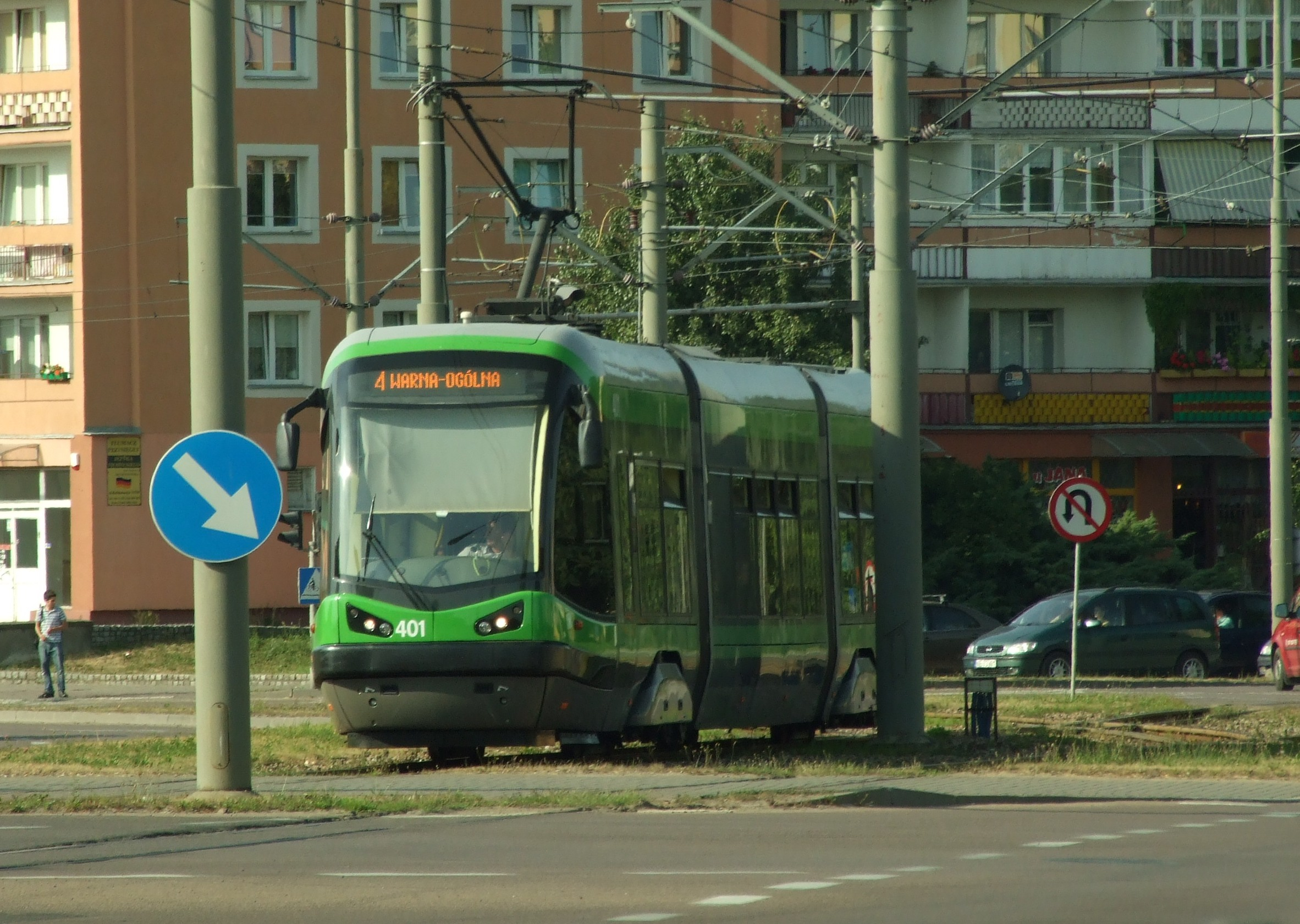
Pesa 121N na linii nr 4 – skrzyżowanie 12-Lutego, Teatralnej, Królewieckiej, Nowowiejskiej, płk. Dąbka

### Komunikacja miejska
Komunikacja miejska w Elblągu nadzorowana jest przez Zarząd Komunikacji Miejskiej w Elblągu Sp. z o.o. Transport publiczny obsługiwany jest przez trzy spółki przewozowe: konsorcjum PKS Grodzisk Mazowiecki i PKS Gostynin, Tramwaje Elbląskie Spółka z o.o. oraz PKS Elbląg. ZKM w Elblągu swoim zasięgiem działania obejmuje miasto Elbląg oraz przyległe do niego miejscowości (Nowakowo, Gronowo Górne, Milejewo, Stagniewo).

### Kolej

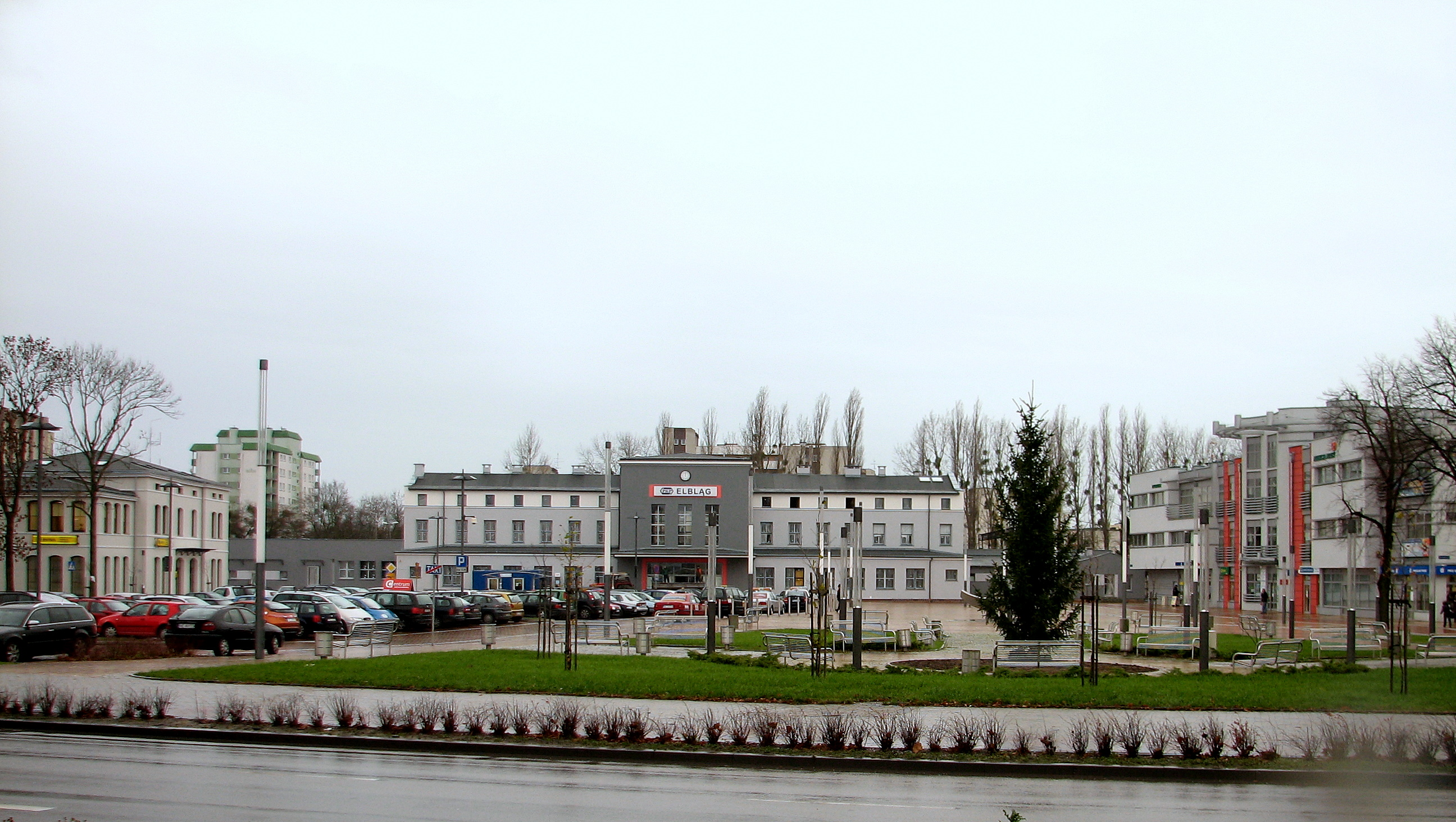
Dworzec kolejowy w Elblągu

Wnętrze dworca w Elblągu, styczeń 2016 roku

Elbląg ma bezpośrednie połączenia kolejowe z Gdańskiem, Malborkiem, Tczewem, Słupskiem, Koszalinem, Szczecinem, Olsztynem, Ełkiem i Białymstokiem.
Przez miasto przebiega linia kolejowa z Berlina do Królewca (którą uruchomiono 19 października 1852). W 1897 rozpoczęto pierwsze prace przy budowie Kolei Nadzalewowej, która miała połączyć Elbląg z Królewcem. W maju 1899 oddano do użytku odcinek z Elbląga do Fromborka, zaś we wrześniu tego roku odcinek z Fromborka do Braniewa.
W tym czasie oddano też do użytku dworzec Elbląg Miasto i dworzec Elbląg Angielskie Źródło. Stację Elbląg Miasto łączyła z dworcem wschodnim linia kolejowa biegnąca przez centrum miasta, która to istniała do początku lat 80. XX w.
Zlikwidowano ją po wybudowaniu w latach 1975–1982 obwodnicy łączącej stację Elbląg, czyli dawny Dworzec Wschodni ze stacją Elbląg Zdrój.

#### Stacje i przystanki kolejowe
obecne
- Elbląg
- Rubno Wielkie

dawne
- Elbląg Miasto
- Elbląg Most Zwodzony
- Elbląg Zdrój

### Transport lotniczy
Elbląg nie posiada własnego portu lotniczego, a najbliższy znajduje się w odległości ok. 70 km od miasta w Gdańsku-Rębiechowie (Port lotniczy Gdańsk im. Lecha Wałęsy).

#### Lotnisko w Elblągu
W dzielnicy Nowe Pole istnieje od 1915 trawiaste lotnisko, obecnie aeroklubowe. Rozważany jest jego rozwój i przekształcenie go w komunikacyjny port lotniczy. Alternatywnie, rozważane jest przekształcenie pobliskiej bazy lotniczej lotniska Królewo Malborskie, w port lotniczy Trójmiasto-Elbląg, która w przeciwieństwie do trawiastego lotniska w Elblągu posiada pełnowymiarową betonową drogę startową.

Rzeka Elbląg w oddali jeden z mostów zwodzonych w mieście

### Transport wodny
W Elblągu mieści się Port morski Elbląg. Nowe nabrzeża zostały wybudowane kosztem 30 mln złotych. Obok części towarowej znajduje się terminal pasażerski-punkt odpraw granicznych o przepustowości jednorazowej 200 osób i 30 samochodów osobowych.
Elbląg jako jeden z dwóch portów na Zalewie Wiślanym (obok Fromborka) ma morskie przejście graniczne, umożliwiające odprawę jachtów udających się do obwodu królewieckiego.
Istnieją tutaj czynne drogowe mosty zwodzone.

## Uczelnie

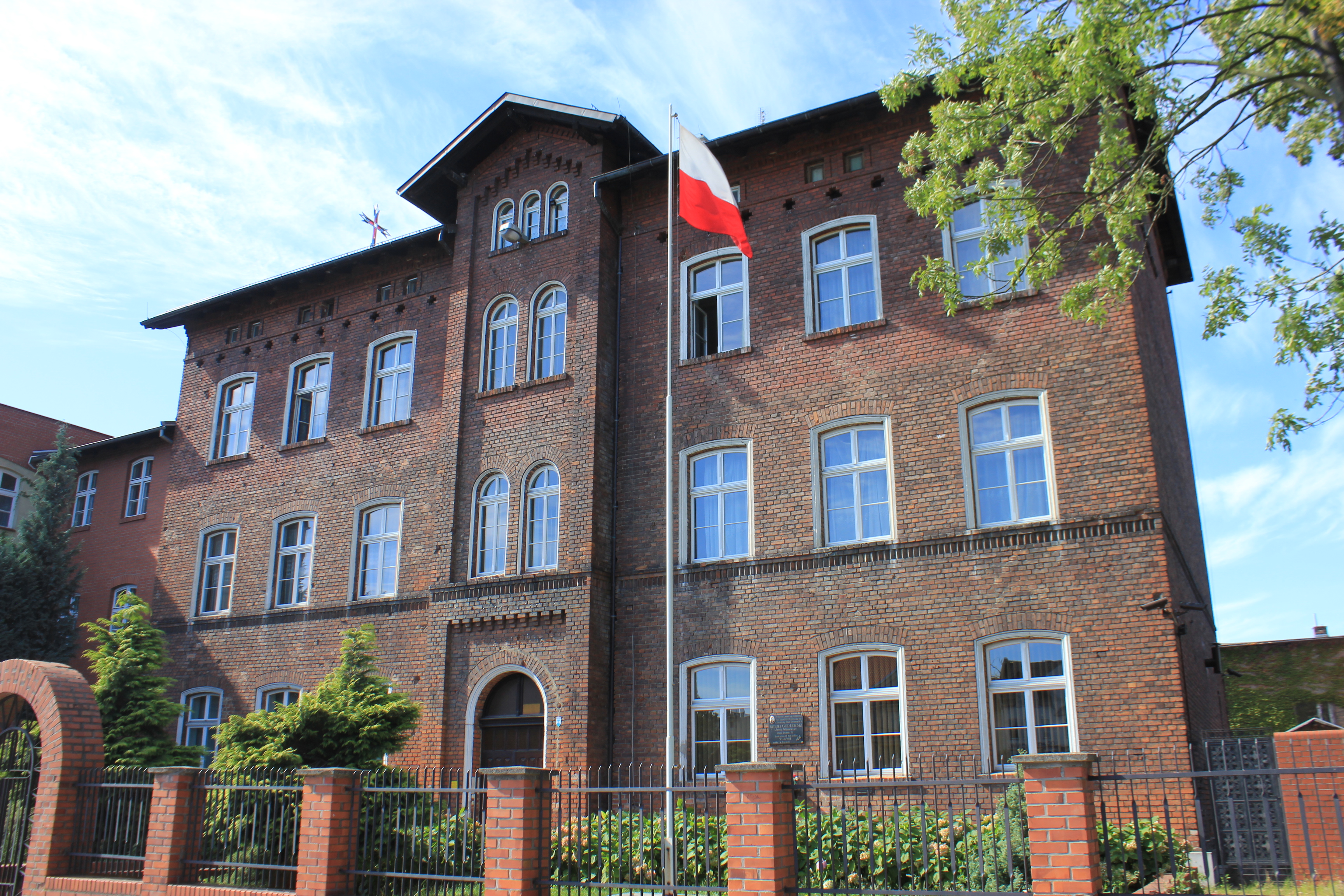
Wyższe Seminarium Duchowne w Elblągu

- Akademia Nauk Stosowanych w Elblągu
- Akademia Medycznych i Społecznych Nauk Stosowanych
- Szkoła Wyższa im. Bogdana Jańskiego w Elblągu – zamiejscowy wydział szkoły wyższej z Warszawy
- Nauczycielskie Kolegium Języków Obcych – Regent College
- Wyższe Seminarium Duchowne w Elblągu
- Uniwersytet Warmińsko-Mazurski, Wydział Prawa i Administracji – Administracja w Elblągu
- Uniwersytet Gdański, Wydział Nauk Społecznych – Politologia w Elblągu

## Opieka medyczna

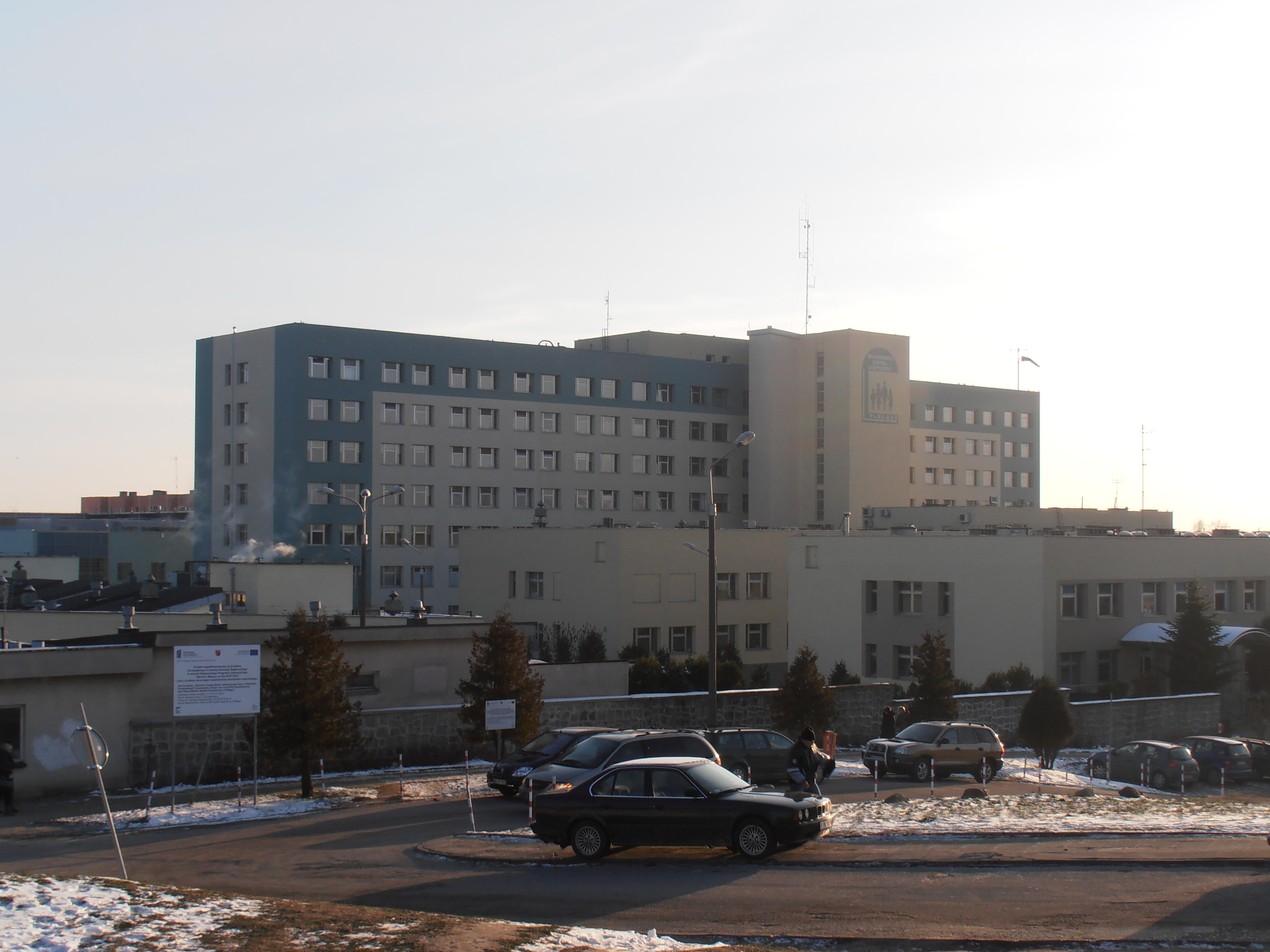
Wojewódzki Szpital Zespolony

- Wojewódzki Szpital Zespolony
- Szpital Miejski św. Jana Pawła II

## Wojsko
- Dowództwo Wielonarodowej Dywizji Północny Wschód
- 13 Elbląski Pułk Przeciwlotniczy – rozformowany 2011-12-31
- 16 Żuławski Batalion Remontowy
- pułk wsparcia dowodzenia Dowództwa Wielonarodowej Dywizji Północny Wschód (dawniej 16 batalion dowodzenia)
- 16 Kompania Chemiczna – rozformowana 2010-12-31
- 16 Batalion Zaopatrzenia – rozformowany
- 21 Wojskowy Oddział Gospodarczy
- Oddział Żandarmerii Wojskowej[45]

## Kultura, rozrywka i sport

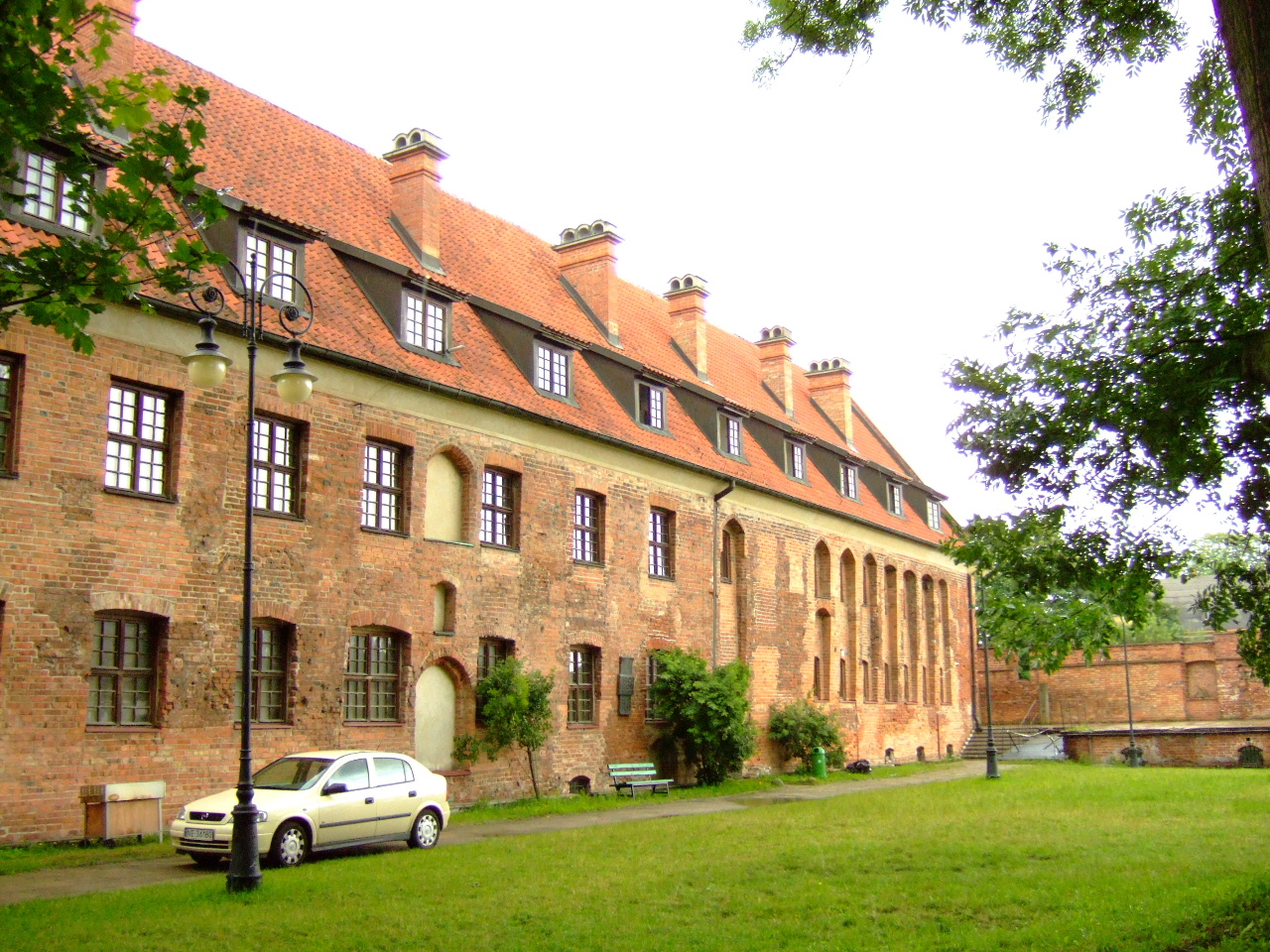
Muzeum Archeologiczno-Historyczne w Elblągu

Biblioteka Elbląska im. Cypriana K. Norwida dawny Kościół Świętego Ducha (XIII w.)

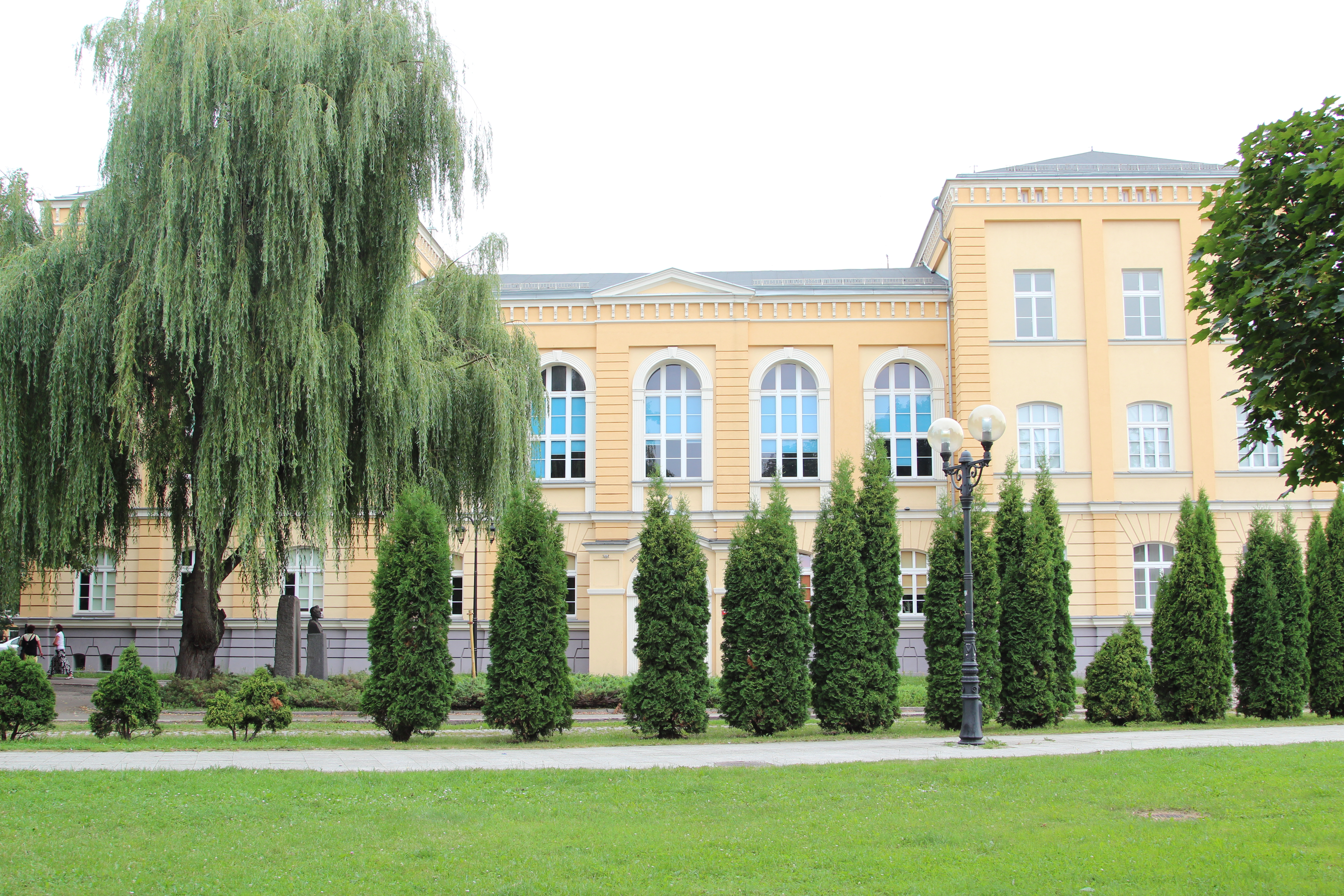
Szkoła tzw. Hansa Schule, obecnie I Liceum Ogólnokształcące im. Juliusza Słowackiego w Elblągu

### Ośrodki kultury w Elblągu
- Centrum Spotkań Europejskich Światowid
- Elbląska Orkiestra Kameralna
- Młodzieżowy Dom Kultury w Elblągu
- Centrum Tańca „Promyk”
- Osiedlowy Zespół Społeczno-Kulturalny „Jar”
- Spółdzielczy Dom Kultury „Zakrzewo”

### Kina i teatry
- Teatr im. Aleksandra Sewruka (dawniej Teatr Dramatyczny)
- Teatr Rajstopy
- Cinema City – kino
- Multikino – kino
- Światowid – kino

### Galerie
- Centrum Sztuki Galeria EL – galeria sztuki
- Galeria Art Miś – galeria sztuki
- Galeria Atrium hotelu Arbiter – galeria sztuki
- Galeria Zachętka
- Galeria Sztuki ART – PIK
- Klub Galeria Studnia

### Muzea
- Muzeum w Elblągu – muzeum archeologiczno-historyczne

### Biblioteki
- Biblioteka Elbląska im. Cypriana K. Norwida
- Warmińsko-Mazurska Biblioteka Pedagogiczna w Elblągu
- Biblioteka Wyższego Seminarium Duchownego Diecezji Elbląskiej
- Główna Biblioteka Lekarska im. Stanisława Konopki w Warszawie Oddział w Elblągu

### Rozrywka i wypoczynek

Muszla koncertowa z pocz. XX w. w parku Bażantarnia

Park im. Kajki

#### stadiony, pływalnie, baseny
- - stadion przy ul. Skrzydlatej
  - stadion Mlexer Elbląg
  - stadion miejski ul. Agrykola 8
  - stadion przy ul. Krakusa
  - lodowisko przy ul. Karowej
  - Pływalnia Delfin
  - Centrum Rekreacji Wodnej „Dolinka” – czynny od 1934 do 2011 basen o długości 340 na 100 m; był to największy basen w Europie napełniany wodą z rzeki (Kumieli). W najgłębszym miejscu miał 3 metry, w najpłytszym – 40 cm. Zbiornik był podzielony na dwie części – jedna była przeznaczona dla kąpiących się, w drugiej można było korzystać ze sprzętu pływającego[46].

#### tereny zielone
- - Las miejski Bażantarnia
  - Park Modrzewie
  - Park Michała Kajki
  - Park Dolinka
  - Park Romualda Traugutta
  - Park Wojska Polskiego
  - Park Planty

#### sporty zimowe
- - lodowisko

#### sportowe
- - CSB Hala Widowiskowo-Sportowa, Centrum Sportowo-Biznesowe
  - Hala MOSiR

#### inne
- - Kompleks Wypoczynkowy „Nowa Holandia”

### Cykliczne imprezy w Elblągu
- Letnie Ogrody „Polityki”
- Tydzień z „Rzeczpospolitą”
- Elbląskie Noce Teatru i Poezji
- Ogólnopolski Festiwal Sztuki Słowa „...Czy to jest kochanie?”
- Międzynarodowy Festiwal Tańca „Baltic Cup” (od 2000)[47]
- Międzynarodowe Spotkania Artystyczne
- Elbląski Festiwal Muzyki Beznadziejnej i Żenującej (od 2014)[48]
- Elbląg Music Masterclass[49]
- Repliki Festiwalu Polskich Filmów Fabularnych w Gdyni
- Letnie Salony Muzyczne w Bażantarni
- Warmińsko-Mazurskie Spotkania z Teatrem na Wodzie
- Garmin Iron Triathlon (od 2016)
- Elbląska Biesiada Specjala
- Elbląskie Święto Chleba[50]
- Elbląg Rocks Europa – Festiwal Muzyki Alternatywnej w Elblągu[51]
- Superliga Downhill Elbląg – zawody kolarstwa zjazdowego
- Festyn dla dzieci „W krainie Króla Piegusa”[52]
- MEGAzlot Elbląg Lato – impreza miłośników motoryzacji organizowana przez Fanklub Użytkowników Renault w Elblągu
- Święto Głupców – impreza odbywa się 1 kwietnia każdego roku[53]. Przygotowuje ją grupa kuglarsko-teatralna Ignis Fatuus oraz przyjaciele
- Elbląg 3run Gathering – impreza odbywa się co roku, zlot freerunerów z całej Polski.
- Juwenalia studenckie (Turbinalia) organizowane przez Państwową Wyższą Szkołę Zawodową w Elblągu[54]
- W latach 1965–1973 odbywały się międzynarodowe spotkania artystyczne pod nazwą Biennale Form Przestrzennych

### Piłka nożna
- KKS Hanza Elbląg – piłka nożna kobiet, III liga
- Olimpia Elbląg – piłka nożna mężczyzn, II liga
- Concordia Elbląg – piłka nożna mężczyzn, III liga
- Concordia II Elbląg – piłka nożna mężczyzn, klasa okręgowa
- Olimpia II Elbląg – piłka nożna mężczyzn, IV Liga

### Piłka ręczna
- Start Elbląg – piłka ręczna kobiet (Ekstraklasa)
- Meble Wójcik Elbląg – piłka ręczna mężczyzn (I liga)
- MKS Truso Elbląg – piłka ręczna mężczyzn, kat. juniorzy

### Siatkówka
- UKS Adam Elbląg – amatorska grupa mężczyzn-siatkarzy, pretendent do zdobycia I miejsca IV edycji Awandarda Volley Liga 2013!
- IKS Atak Elbląg – siatkówka niepełnosprawnych, mężczyźni
- MKS Truso Elbląg – siatkówka kobiet oraz mężczyzn, kat. młodziczki, kadetki, juniorki
- E. Leclerc Orzeł Elbląg – siatkówka kobiet, II liga kobiet, grupa I (sezon 2013/2014)

### Koszykówka
- MKS Truso Elbląg – koszykówka kobiet i mężczyzn, kat. młodziki, kadeci, juniorzy

### Sporty walki
- Boks: Tygrys Elbląg, Kontra Elbląg
- Judo: UKS Kosai Judo, UKS Truso Elbląg, UKS Tomita Elbląg, UKS Olimpia Judo-Elbląg
- Capoeira: Abada Caporeira Elbląg, Cordao de Ouro Elbląg
- Unifight: SSW Figter Elbląg
- Sambo Bojowe: SSW Fighter Elbląg
- mma: Fight Club Elbląg
- k1: Fight Club Elbląg
- Aikido: Elbląska Szkoła Aikido Ronin
- Karate: Elbląski Klub Karate – sekcja Karate (Shotokan) i sekcja kickboxingu, Akademia Karate Andrex (Shotokan)
- Zapasy: Olimpia Elbląg
- Aikido: Elbląskie Stowarzyszenie Aikido Aikikai
- Wrestling: Elbląski Klub Wrestlingu

### Inne
- sporty wodne: Grupa Wodna
- taniec towarzyski: Elbląski Klub Tańca „Jantar”, Formacja „Lotos – Jantar”
- lekkoatletyka: MKS Truso Elbląg
- przystań jachtowa, żeglarstwo: Bryza Elbląg, Wodnik Elbląg
- przystań kajakarstwa: Olimpia Elbląg, PKS „Korona” Elbląg
- pływanie, strzelectwo, pięciobój nowoczesny: UKP Jedynka Elbląg, UKS Pirat Elbląg”, „UKS Delfin 2 Elbląg, KS Orzeł Elbląg, UKS Orlik Elbląg, IKS Atak Elbląg (również siatkówka niepełnosprawnych)
- lotnictwo sportowe: Aeroklub Elbląski
- łyżwiarstwo: KS Orzeł Elbląg
- łyżwiarstwo figurowe: UKS „Szóstka” Elbląg
- hokej na sledgach: IKS Atak Elbląg
- taniec nowoczesny: Hipnotic, Brodway, Destination, Dance Vision, Cadmans
- Rugby: „Rugby Klub Elbląg”

### Organizacje pozarządowe
- Elbląskie Stowarzyszenie Wspierania Inicjatyw Pozarządowych
- Elbląskie Towarzystwo Kulturalne
- Fundacja Elbląg
- Polskie Stowarzyszenie na rzecz Osób z Upośledzeniem Umysłowym
- Stowarzyszenie Elbląg Europa
- Towarzystwo Przyjaciół Dzieci oddział w Elblągu
- Związek Harcerstwa Polskiego Hufiec Elbląg
- Regionalne Centrum Wolontariatu w Elblągu
- Elbląska Rada Konsultacyjna Osób Niepełnosprawnych
- Elbląskie Stowarzyszenie Organizatorów Pomocy Społecznej
- Elbląskie Centrum Mediacji i Aktywizacji Społecznej
- Polskie Towarzystwo Turystyczno Krajoznawcze Oddział Ziemi Elbląskiej w Elblągu
- Stowarzyszeniu Ludności Pochodzenia Niemieckiego Ziemi Elbląskiej
- Jednostka Strzelecka 1008

## Media

### Prasa
- „Magazyn Elbląski” – kwartalnik
- „Tygiel” – kwartalnik kulturalny[55]
- „Dziennik Elbląski”

### Portale internetowe
- Elbląski Dziennik Internetowy Info.Elblag.pl
- Elbląska Gazeta Internetowa portEl.pl
- Expresselblag.pl
- Elbląski Serwis Informacyjny elblag24.pl
- elblag.net

### Stacje radiowe
- Radio Eska Elbląg (byłe Radio El) – ogólnodostępna lokalna rozgłośnia prywatna
- Radio Olsztyn – regionalna rozgłośnia Polskiego Radia w województwie warmińsko-mazurskim, redakcja w Elblągu
- Radio Gdańsk – regionalna rozgłośnia Polskie Radio w województwie pomorskim, zasięg częstotliwości 103,7 MHz FM z okresu, gdy Elbląg był w województwie gdańskim, redakcja w Elblągu

### Stacje telewizyjne
- Truso.tv – lokalny kanał TV kablowej o tematyce elbląskiej

## Religia
Na terenie miasta działalność religijna prowadzą następujące kościoły i wspólnoty:

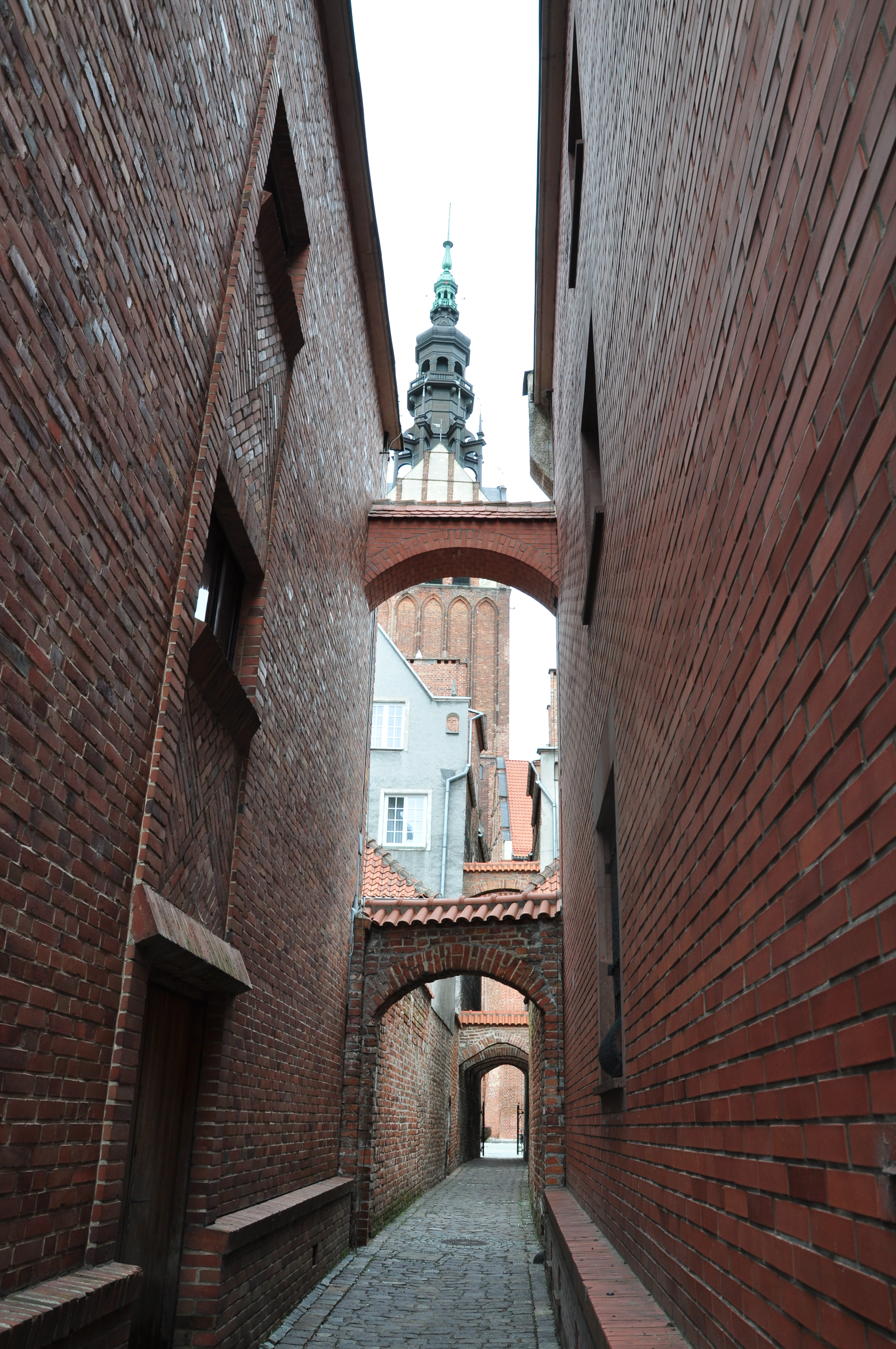
Elbląg – ul. Wigilijna, ścieżka kościelna

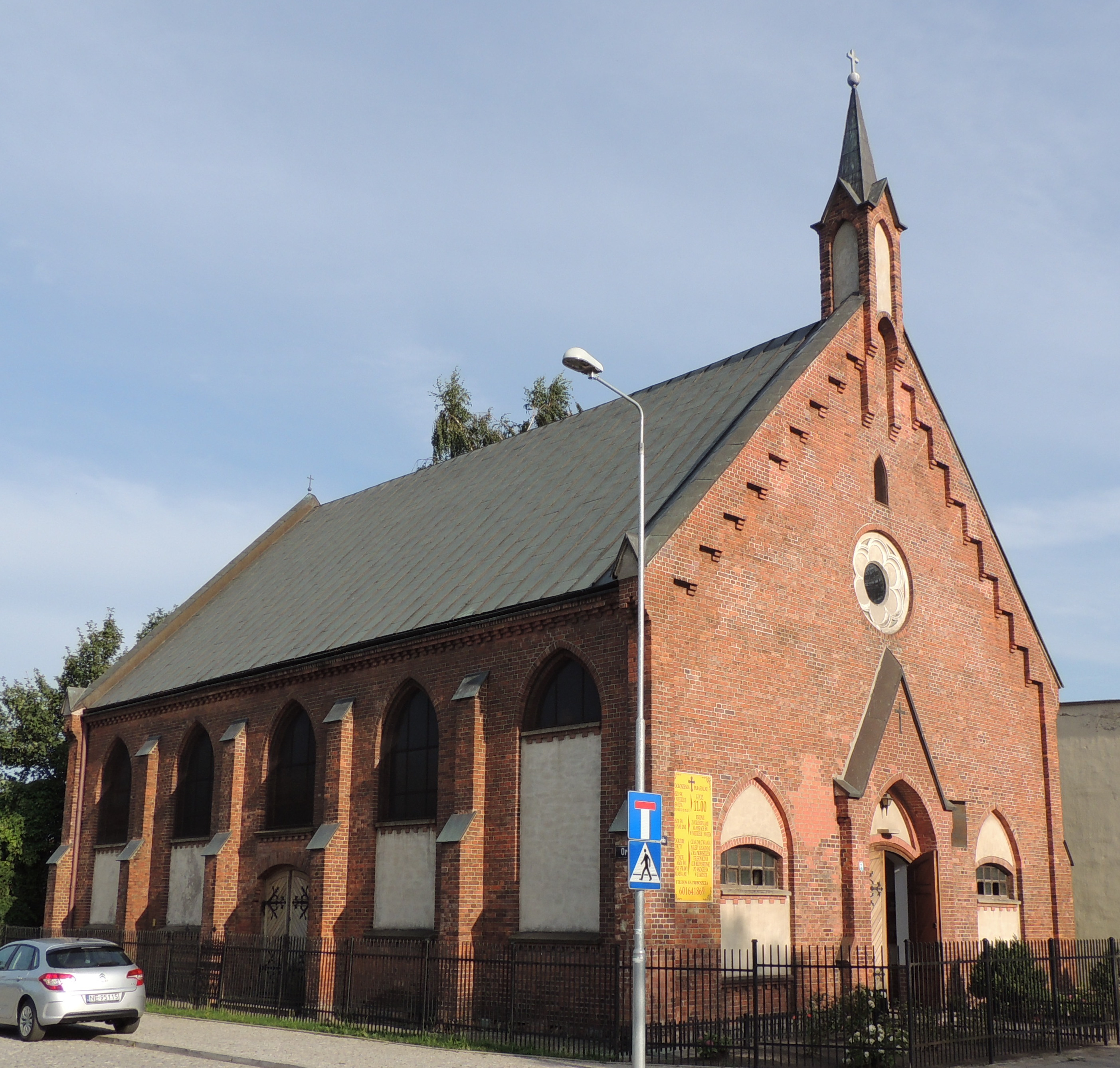
Kościół polskokatolicki Dobrego Pasterza w Elblągu

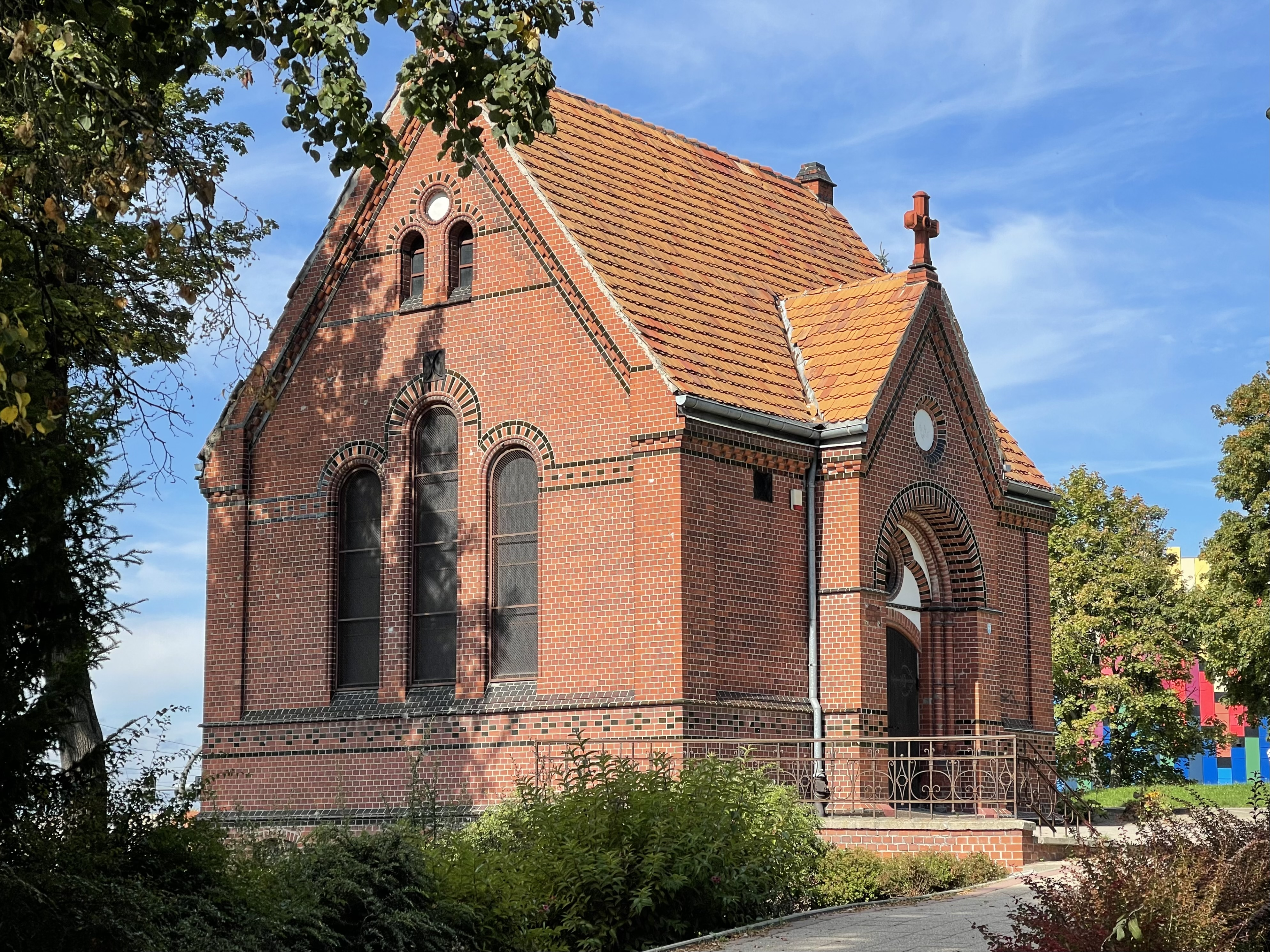
Kaplica ewangelicko-augsburska św. Anny

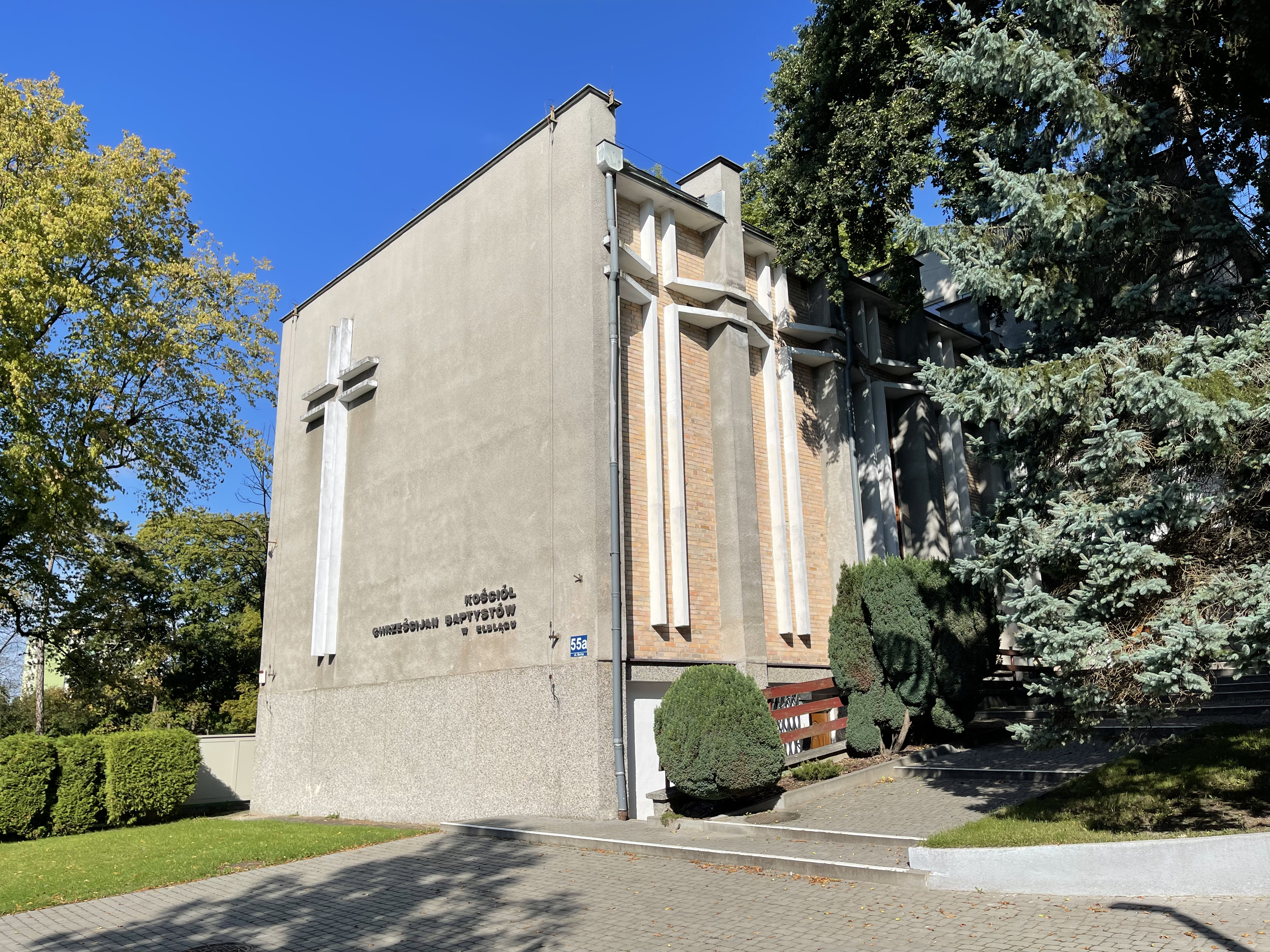
Kościół zboru baptystycznego w Elblągu

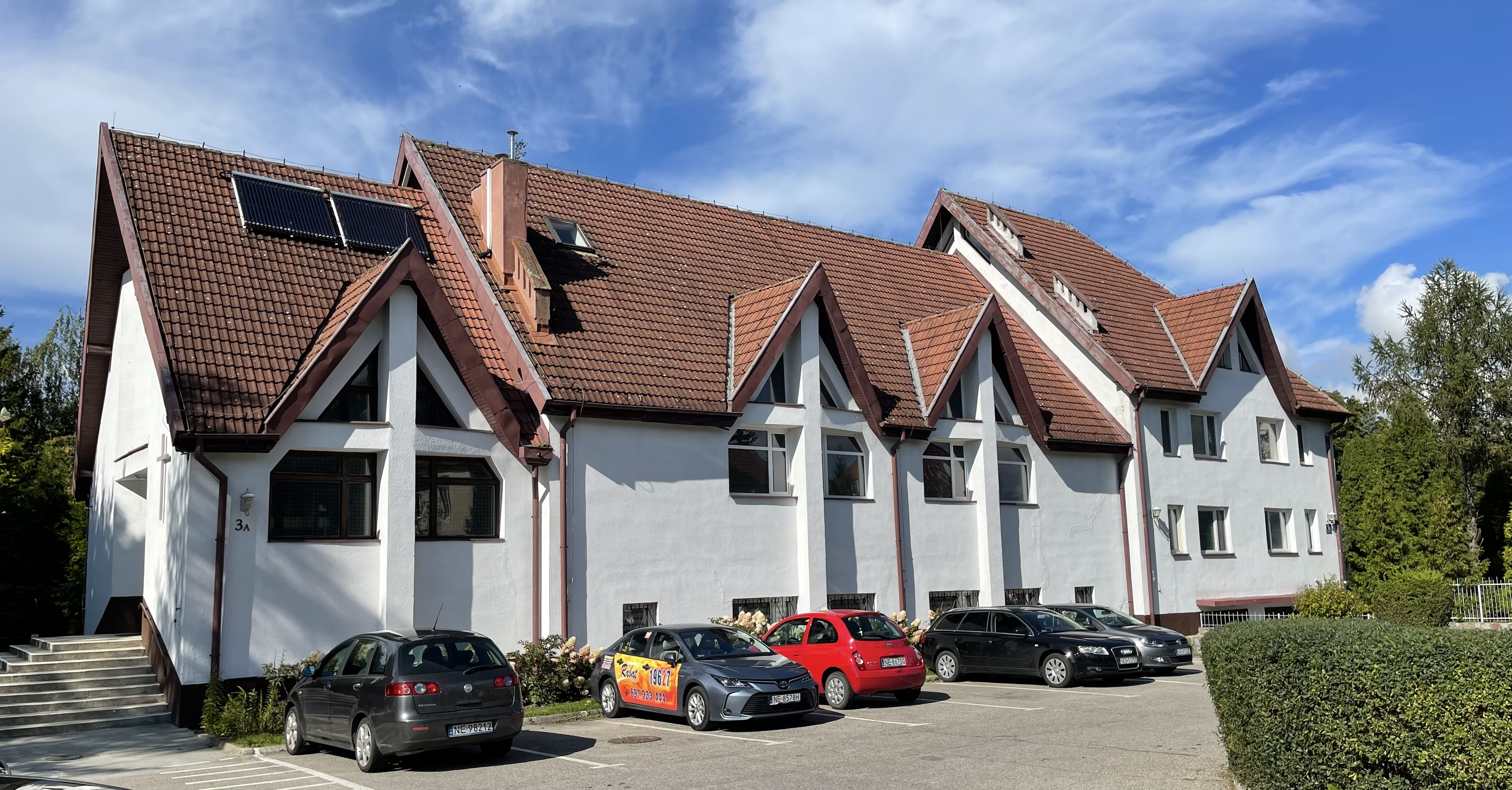
Kościół Zboru Zielonoświątkowego „Nowe Życie”

### Chrześcijaństwo

#### Katolicyzm
- Kościół rzymskokatolicki:
  - Parafia Katedralna św. Mikołaja – kościół katedralny św. Mikołaja
  - Parafia św. Wojciecha – kościół św. Wojciecha
  - kościół św. Antoniego
  - Parafia bł. Doroty z Mątów – kościół bł. Doroty z Mątów
  - Parafia Świętej Rodziny
  - Parafia św. Rafała Kalinowskiego
  - Parafia św. Pawła Apostoła – kościół św. Pawła Apostoła
  - Parafia św. Józefa Robotnika
  - Parafia św. Jerzego
  - Parafia św. Brata Alberta
  - Parafia bł. Franciszki Siedliskiej – Kościół bł. Franciszki Siedliskiej w Elblągu
  - Parafia św. Floriana
  - Parafia Wszystkich Świętych
  - Parafia Świętej Trójcy
  - Parafia św. Brunona z Kwerfurtu
  - Parafia Matki Bożej Królowej Polski
  - Parafia Wojskowa Miłosierdzia Bożego
- Kościół greckokatolicki:
  - Parafia Narodzenia św. Jana Chrzciciela[56]
- Kościół Polskokatolicki w RP:
  - Parafia Dobrego Pasterza[57]

#### Prawosławie
- Polski Autokefaliczny Kościół Prawosławny:
  - Parafia św. Marii Magdaleny[58]

#### Protestantyzm
- Kościół Adwentystów Dnia Siódmego w RP:
  - Zbór w Elblągu[59]
- Kościół Boży w Chrystusie:
  - Wspólnota Kościoła Bożego w Chrystusie w Elblągu „Jestem”[60]
- Kościół Chrystusowy w Polsce:
  - Zbór w Elblągu[61]
- Kościół Chrześcijan Baptystów:
  - Zbór w Elblągu[62]
- Kościół Chrześcijan Dnia Sobotniego:
  - Zbór w Elblągu[63]
- Kościół Chrześcijan Wiary Ewangelicznej:
  - Zbór w Elblągu[64]
- Kościół Ewangelicko-Augsburski:
  - Parafia w Elblągu[65]
- Kościół Ewangelicko-Metodystyczny:
  - Parafia w Elblągu[66]
- Kościół Lokalny w Elblągu[67]
- Kościół Zielonoświątkowy:
  - Zbór „Nowe Życie”[68]

#### Restoracjonizm
- Świadkowie Jehowy: (Sala Królestwa ul. Kościuszki 84B)[69]
  - zbór Elbląg-Południe
  - zbór Elbląg-Północ
  - zbór Elbląg-Stare Miasto
  - zbór Elbląg-Śródmieście

### Buddyzm
- Buddyjski Związek Diamentowej Drogi Linii Karma Kagyu
  - ośrodek w Elblągu[70]

### Hinduizm
- Międzynarodowe Towarzystwo Świadomości Kryszny
  - ośrodek lokalny w Elblągu[71]

## Współpraca międzynarodowa
Elbląg, dzięki swojemu przygranicznemu położeniu, bierze udział w wielu międzynarodowych projektach, w ostatnich latach szczególnie z obwodem królewieckim. Z jego inicjatywy doszło także do stworzenia Euroregionu Bałtyk, który skupia w swoim zasięgu większość krajów wokół Morza Bałtyckiego (Polska, Rosja, Litwa, Łotwa, Szwecja, Dania). W Elblągu mieści się także jego stały międzynarodowy sekretariat.
Na dowód ścisłej współpracy między Elblągiem a francuskim miastem Compiègne powstało w 2007 roku rondo przy ulicy Nowowiejskiej, które zostało nazwane Rondem Compiègne, a rondo, którym z Compiègne wyjeżdża się w kierunku Paryża, w 2003 roku zostało nazwane Rondem Elblag.
Obecnie Elbląg współpracuje z 13 miastami partnerskimi z 12 krajów:
- Niemcy: Leer (Ostfriesland)
- Szwecja: Ronneby
- Estonia: Narwa
- Litwa: Druskieniki
- Ukraina: Tarnopol
- Chiny: Laibin
- Łotwa: Lipawa
- Francja: Compiègne
- Wielka Brytania: Trowbridge
- Chile: Coquimbo
- Chiny: Baoji
- Tajwan: Tainan
- Polska: Nowy Sącz

W listopadzie 2007 miasto Elbląg zainicjowało międzynarodową kampanię „Bałtycka Ukraina”, ukierunkowaną na zbudowanie w mieście ukraińskiego kompleksu portowego. Plany te są ściśle powiązane z decyzją rządu RP o budowie kanału przez Mierzeję Wiślaną. W 2017 roku rondu na skrzyżowaniu ulic Konopnickiej i Niepodległości nadano nazwę ukraińskiego miasta partnerskiego, Tarnopola, w związku z 25-leciem współpracy obu miast.

## Honorowi obywatele miasta Elbląga

Pomnik św. Jana Pawła II przy katedrze św. Mikołaja

Tytuły nadane przed 1945 r. (w mieście Elbing należącym do Prus)
- Adolf Hitler[75]
- Hermann Göring[75]
- Joseph Goebbels[75]

Tytuły nadane po 1989 r. (data nadania tytułu)
- Jan Paweł II (1999)
- Lech Wałęsa (2011)
- Jerzy Julian Szewczyński (2015)
- Lech Baranowski (1995) – założyciel pierwszego po wojnie Urzędu Pocztowego w Elblągu
- Gerhard Jürgen Blum-Kwiatkowski (2011) – inicjator Laboratorium Sztuki „Galeria EL”
- Ryszard Tomczyk (2011) – pisarz, publicysta związany z Elblągiem.
- Marian Biskup (2007) – profesor, wybitny znawca historii Pomorza Gdańskiego i dziejów zakonu krzyżackiego
- Henryk Iwaniec (2006) – światowej sławy matematyk, zajmuje się liczbami pierwszymi
- ks. Mieczysław Józefczyk (1994) – miłośnik historii Elbląga, kapelan „Solidarności”, kapelan b. żołnierzy AK
- o. Czesław Klimuszko (2004) – o. franciszkanin, zielarz i wizjoner
- gen. bryg. Bolesław Nieczuja-Ostrowski (1992) – legendarny dowódca 106 Dywizji Armii Krajowej
- Stanisław Piekarski (1994) – tramwajarz, jeden z elbląskich pionierów
- Helena Pilejczyk (2002) – łyżwiarka szybka, medalistka olimpijska
- Ryszard Rynkowski (2002) – polski piosenkarz, dawniej związany z grupą „Vox”, obecnie solista
- Hans G. Schrock-Opitz (1997) – były mieszkaniec Elbląga, zamieszkały w Niemczech popularyzator i sponsor elbląskiego środowiska tanecznego
- Hans-Jürgen Schuch (2003) – urodzony w Elblągu, zamieszkały w Niemczech emerytowany dyrektor muzeum Wollbeck i przewodniczący Stowarzyszenia Truso
- Stanisław Wójcicki (1993) – jeden z elbląskich pionierów, członek Morskiej Grupy Operacyjnej organizującej życie pierwszym mieszkańcom miasta

## Parlamentarzyści
Mieszkańcy Elbląga wybierają posłów z okręgu wyborczego Elbląg, senatora z okręgu wyborczego nr 84, a posłów do Parlamentu Europejskiego z okręgu wyborczego nr 3.

## Fakty historyczno-geograficzne
- Elbląg jest najstarszym miastem w województwie warmińsko-mazurskim[78].
- Siedziba gminy wiejskiej Elbląg znajduje się w Elblągu, który jest obecnie największym miastem z siedzibą gminy wiejskiej w Polsce.
- Skrzyżowanie ulic Nowowiejskiej, Traugutta oraz Górnośląskiej w Elblągu nosi nazwę „Rondo Compiegne”, na pamiątkę współpracy z tym francuskim miastem. Jedno ze skrzyżowań o ruchu okrężnym w Compiègne nosi nazwę „Rondo Elbląg” (Carrefour d’Elbląg)[79].
- W Elblągu znajdują się ruiny największego odkrytego basenu w Europie o długości 340 m, szerokości 100 m i łącznej powierzchni lustra wody 3,4 ha. Został wybudowany w 1934 roku i był czynny do roku 2011[80].
- Podczas zdobywania Elbląga (9 lutego 1945) został aresztowany Aleksandr Sołżenicyn.
- W Elblągu znajdowała się drewniana wieża Bismarcka.
- W 1913 roku powstał okręt SMS Elbing, który został zatopiony w 1916 roku w bitwie jutlandzkiej.
- W latach 1966–1990 polska Marynarka Wojenna dysponowała okrętem nazwanym na cześć miasta ORP „Elbląg”.
- 16 października 1954 r. Poczta Polska wydała znaczek o wartości 0,20 zł i nakładzie 1,52 mln egz., na którym widnieje panorama Elbląga według szychtu Christiana D. Pietescha (XVII/XVIII w.)[81].
- 6 czerwca 2022 r. z okazji 30. rocznicy utworzenia diecezji elbląskiej Poczta Polska wydała znaczek o wartości 3,60 zł i nakładzie 5 mln egz., na którym widnieje herb diecezji elbląskiej oraz katedra św. Mikołaja w Elblągu[82].

## Elbląg na ekranie
- 1964 – Elbląg – reż. Lech Lorentowicz (film turystyczno-krajoznawczy)
- 1970 – Krajobraz po bitwie – reż. Andrzej Wajda (plenery w Bażantarni i na autostradzie)
- 1974 – Polewacz polany(lub Elbląg – kinolaboratorium) – reż. Paweł Kwiek, Karol Cichecki (film eksperymentalny)
- 1975 – Elbląg – reż. Zbigniew Ryszard Frankowski (film dokumentalny)
- 2002 – Ojciec Święty w Elblągu – reż. Mirosław Salicki (film dokumentalny)
- 2003 – Nowe życie Starego Miasta (film dokumentalny prod. rosyjskiej)
- 2003 – film dokumentalny prod. niemieckiej (TV ARD)
- 2007 – Nowa Europa Michaela Palina (serial produkcji BBC)
- 2007 – Świadek koronny – reż. Jarosław Sypniewski, Jacek Filipiak (film sensacyjny); plenery w okolicach Elbląga
- 2007 – Odwróceni reż. Jarosław Sypniewski, Michał Gazda (serial kryminalny); plenery w okolicach Elbląga
- 2008 – Travel 2008 – program w polskiej wersji był realizowany w Elblągu (była także sekcja dotycząca Elbląga, Travel Channel)
- 2012 – Bitwa na głosy, II edycja – zespół Ryszarda Rynkowskiego (TVP2 i TVP2 HD)
- 2012 – Bejbi Blues – reż. Katarzyna Rosłaniec (dramat); Galeria El
- 2013 – Kuchenne rewolucje Magdy Gessler, restauracja „Szprota” (TVN i TVN HD)
- 2015 – Kuchenne rewolucje, restauracja „Duchówka” (TVN i TVN HD)
- 2015 – Krew z krwi 2 (serial TVP2)
- 2018 – Zakochaj się w Polsce, Kanał Elbląski (TVP1)
- 2019 – Przychodźcy; 30-minutowy film o elbląskich powojennych pionierach
- 2019 – Zakochaj się w Polsce, Elbląg (TVP1)
- 2022 – Kuchenne rewolucje, restauracja „Bar Pomidor Cud Malina” (TVN i TVN HD)

## Odznaczenia
- Order Sztandaru Pracy I klasy (1974)[83]